# Цой Віктор Робертович
Ві́ктор Ро́бертович Цой (рос. Виктор Робертович Цой; 21 червня 1962, Ленінград, РРФСР, СРСР — 15 серпня 1990, 35-й кілометр траси Р-126 «Слока — Талсі», Тукумський район, Латвія) — перша радянська зірка молодіжної маскультури та один із наймолодших лідерів радянського рок-н-ролу, легенда молодіжної культури 80-х років — культовий радянський рок-виконавець 1980-х років, художник, поет, засновник і харизматичний лідер гурту «Кино», в якому співав, грав на гітарі, писав музику та тексти. Вважається одним із першопрохідців радянського року. Є автором музичних і художніх творів, у тому числі десяти музичних альбомів у складі «Кино». Своїми музично-мистецькими творами переслідував мету прихильності до молодого покоління та звільнення молодого покоління, що завжди було загальною рушійною силою руху рок-музики. Його творчість пронизана закликами до внутрішнього оновлення. Як і діяльність рок-гуртів його сучасників кінця 70-х — початку 80-х рр., музика Віктора викликала явну неприховану протидію керівництва СРСР. Теми і мотиви лірики його пісень вважалися критичними в радянських рамках інтерпретації. Віктор знявся в декількох кінострічках. Останні 5 років життя малював.
24 червня 1990 року на головному стадіоні Радянського Союзу «Лужники» із 70 000 глядачів відбувся останній вихід на сцену гурту «Кино», який став наймасштабнішим у кар'єрі Цоя.
Загинув у віці 28 років у зеніті слави своєї творчості. До трагічної смерті призвела автомобільна катастрофа 15 серпня 1990 року на шосе, що неподалік від Тукумса (Латвія). Досі має безліч відданих шанувальників у країнах колишнього Радянського Союзу. Жоден артист, поет, музикант, окрім Володимира Висоцького, не удостоївся такої високої честі багатомільйонної аудиторії, як Віктор Цой. Вплив гурту «Кино» на радянську музику і загалом на суспільство був величезним — жоден радянський гурт раніше не досягав таких масштабів. Після загибелі музиканта інтерес до його творчості не слабшає.
Оскільки в умовах закритого суспільства масове особливе медіа в офіційній «радянській естраді» розвивалося за законами і принципами радянського суспільства, та носило яскраво виражений ідеологічний характер і мало монополістичний спосіб організації — Віктор Цой був артистом, офіційно не визнаним. З 1981 року був членом Ленінградського рок-клубу, котрий мав монополію на проведення концертів, партійні збори якого вирішували тертя з питань ідеології шляхом поіменного голосування, а тексти пісень повинні були пройти перегляд журі та затвердження ними. Тоді це називалося «залітувати тексти». Концерти, організовані клубом, не оплачувалися і у соціалістичній державі, з її владним примусом в сфері економіки, до початку перебудови Віктор був повинен працювати і заробляти на життя на державному підприємстві, в державній установі або санкціонованому державою кооперативі, а не своєю музичною творчістю.
Музичної освіти Віктор не мав. Білети на концерти Цоя перепродавали по 30-40 рублів, його фотографії зберігали як реліквії. За опитуванням читачів «Радянського екрану» став найкращим актором року за роль у фільмі «Голка». Вважається одним з найвпливовіших радянських артистів у популярній музиці.

## Англізація прізвища
Найчастіше прізвище англізується як Choi. В 1995-му році у Південній Кореї за ліцензією Moroz Records з початкових кодів, ремастрованих у 1994-му році, було випущено збірник. Виробником касети була Samsung Nices. На обкладинці було написано «Victor Choi».

## Біографія
- Дід — Син Дюн Цой (Максим Максимович Цой), мав чотири сини: Роберт Цой (батько Віктора Цоя), Юрій Цой (дядько), Леонід Цой (дядько), Лев Цой (дядько) і дочку: Алла Цой (тітка).
- Батько — Роберт Максимович Цой, народ. 5 травня 1938 у Казахській РСР, кореєць (корьо-сарам) за національністю. Приїхав до Ленінграда з казахського міста Кзил-Орда.[32] Студент Балтійського державного технічного університету «Военмех».[32] Працював інженером. В армії не служив, бо закінчив Военмех. Корейською мовою не володів.[33] Походить з міста Вонджу, провінції Конвон на півдні Кореї.[34] Роберт Цой був одружений 5 разів, тричі на мамі Віктора: він покидав її, повертався, і знову йшов.[21] Віктор страждав через розлучення батьків.[24] Через рік після смерті мами Віктора, тато одружився з пенсіонеркою Мариною — колишньою вчителькою німецької мови.[35]
- Мати — Валентина Василівна Гусєва (8 січня 1937 — 28 листопада (жовтня) 2009) — корінна ленінградка, викладачка біології й фізкультури в середній школі.[33]

### Дитинство і молодість. Творча кар'єра
Віктор Цой народився в Ленінграді (тепер Санкт-Петербург), РРФСР, СРСР 21 червня 1962 року. Виріс у звичайній радянській сім'ї в спальному районі міста. Сім'я не належала до кола петербурзької інтелігенції, де дітям давали блискучу освіту, знання мов, вміння орієнтуватися у мистецтві та літературі. Віктор був єдиною дитиною в сім'ї. Мати дуже пишалася сином:
|  | «Я не раз читала, що змішування далекої крові часто народжує талановитих людей. Син у нас — метис: я — росіянка, корінна ленінградка, чоловік — кореєць, родом із Казахстану. У Віті з дитинства проявлялися різні художні нахили. Він добре малював, ліпив…» |
Віктор пішов до першого класу в 1969 році в школи, де працювала його мама. З раннього дитинства виявляв таланти в образотворчому мистецтві. За час навчання до восьмого класу він слідом за матір'ю переходив зі школи в школу, змінивши таким чином три навчальні заклади. Валентина Василівна Цой заохочувала будь-який інтерес до творчості. У початкових класах Віктор Цой відвідував художню студію. Музика, нарівні з малюванням, була постійним його захопленням. В 5-6-му класі батьки купили йому гітару.
Дитинство і юність Цоя припали на середину і кінець 70-х років — часи Брежнєвського застою.
У 1974 році Цой вступив до середньої художньої школи, де навчався до 1977 року (з 5-го по 8-й клас). У школі близько зійшовся з молодим музикантом і автором пісень Максимом Пашковим. У 8-му класі вони організували гурт, який згодом отримає назву «Палата № 6». Пашков був лідером цього гурту. Віктор вчився легко, але до 8-го класу перейшов з трійками — через день ходив у художню школу. Друзі починали з копіювання хітів гурту Black Sabbath, а вже через рік писали власні пісні всупереч загальній моді грати або закордонний хард-рок, або дещо багатозначне в дусі «Машини часу». У 8-му класі у Віктора був перший роман з дівчиною із сусідньої школи.
Після 8-річної школи Віктор Цой вирішив продовжити навчання в художньому училищі ім. В. Сєрова, де провчився до III курсу і був відрахований (у віці 15 років) через прогули. За іншими даними, Віктора і усіх, хто грав у цьому ансамблі, відрахували за «неуспішність» на другому році навчання в училищі. (за неуспішність і прогули) За іншою інформацією, Віктор був змушений покинути ПТУ через конфлікт з викладачем історії КПРС. Після відрахування Віктор пішов на завод штампувальником і у вечірню школу.
В 1979 році Віктор вступив до художньо-реставраційного СГПТУ-61 на спеціалізацію «різьблення по дереву». Під час навчання в училищі Віктор їздив на сільськогосподарські роботи зі збору картоплі в колгосп в Астрахань (1979 рік), де познайомився з гітаристом і співаком Сергієм Тимофєєвим. Після повернення до Ленінграду В. Цой і С. Тимофєєв створили гурт «Ракурс» і регулярно грали в училищі вечорами. «Ракурс» звучав до 1982 року.
Наприкінці 1970-х — початку 1980-х почалося близьке спілкування між Олексієм Рибіним з аматорської групи «Пилигримы» і Віктором Цоєм, що грав на бас-гітарі у гурті «Палата № 6» (альбом рос. «Слонолуние», літо 1980 р.). Обидва вони заходили в гості до Майка Науменка («Зоопарк») або до Андрія Панова («Свин»), на квартирі якого проводив репетиції панк-гурт рос. «Автоматические удовлетворители». Там і відбувалися перші квартирники Віктора Цоя. Згодом, Рибін згадував, що коли запитав Цоя про улюблені гурти, той помовчав, і сказав «Бітлз», а згодом виявилось що смаки однакові: «Бітлз», «Стоунз», Елвіс Костелло, «Генезис», нова хвиля, загалом, «традишенал».
У віці 18 років Віктор почав писати пісні, тоді ж разом з групою «Палата № 6» заспівав першу і єдину написану ним до того часу пісню — «Мої друзі завжди йдуть по життю маршем, і зупинки тільки біля пивних ларьків». Це була зворушливо-правдива пісня про безцільне життя міських підлітків.
Отримавши певну популярність, Віктор Цой і Олексій Рибін у складі «Автоматических удовлетворителей» їздили до Москви і грали панк-рок-метал на квартирниках Артемія Троїцького. Перший публічний виступ гурту відбувся 23 березня 1980 (21 березня 1981 року) в ленінградському кафе «Бриг» на вулиці Чайковського, 17 (за іншою інформацією — в кафе «Трюм» на Крестовському острові) на святкуванні дня народження Андрія Тропілло. За іншою інформацією, 21 березня «Автоматические удовлетворители» в ресторані «Трюм» не виступали, оскільки, як згадує Євген Титов, Тропілло запізнився на свій день народження, і через своє вимушене запізнення, щоб не пропустити все найцікавіше, вирішив все повторити і тому наступного дня — 22 березня, орендував зал ресторану «Бриг». На бас-гітарі в «Автоматических удовлетворителях» цього разу грав юний Віктор Цой.

##### 1981 рік

Меморіал групі «Кино» у селищі Морське у Криму (фото 2011 року)

Влітку 1981 року Цой з Валінським їздили відпочивати на Кримський півострів, в поселення Морське, що поблизу Судака. У вересні 1981 року на основі гуртів «Пілігрим», «Палата № 6», «Абзац», які розпались, Віктор разом з Олегом Валінським і Олексієм Рибіним створює свій перший рок-гурт рос. «Гарин и гиперболоиды». Спочатку це було тріо. Двоє друзів, В. Цой і О. Рибін, починають давати квартирники в Ленінграді, а згодом і в Москві. Організатором перших московських концертів-квартирників Цоя і Рибіна є Сергій Риженко, у комуналці якого вони зупинялися. Через два місяці Олег Валінський покинув гурт і склад скоротився до дуету з назвою «Кино» (В. Цой і О. Рибін). Коли Валінський пішов на строкову службу в армію, назву дуету змінили на «Кино».
У листопаді 1981 року Віктор і Олексій вступають у Рок-клуб.
Сергій Риженко — музикант, учасник гуртів «Машина времени», «Браво», «ДДТ», рос. «Вежливый отказ» та ін., зазначає, що на початкових концертах у Москві Цой часто не попадав у ноти, і він (Риженко) вчив Цоя правильно дихати за системою Стрєльнікової для того, щоб голос тримався, не зривався; що Цой був дуже хваткий, як і кожна талановита людина.
З розповіді Риженка, на запитання до хлопців: «Що ви хочете побачити у Москві?», яке він їм задав як радісний господар, Цой з посмішкою відповів: «В'ялену людину». Коли Риженко перепитав: «Що це таке?», хлопці пояснили: «Та там, у вас на Красній площі».
За словами Олександра Ліпницького, Цой у перший рік у Москві був дуже замкнутий, він соромився і був дуже невпевненим.
Наступним містом гастролей Цоя став Свердловськ (нині Єкатеринбург). Там чекали на Майка Науменка, визнану зірку рок-н-роллу — лідера гурту «Зоопарк», концерт якого був запланований у червоному кутку архітектурного інституту. Глядачі, які прийшли на концерт Майка, познайомившись з піснею Цоя «Транквілізатор», яку Віктор виконав на цьому вечірньому концерті, визнали, що в Ленінграді є ще одна талановита людина з гітарою. Володимир Шахрін — музикант, лідер гурту «Чайф», підтверджує, що пісня «Чайфу» «Рок-н-ролл цієї ночі» була написана через три дні після цього концерту і знайомства з піснею Цоя «Транквілізатор».
|                                                            | Ось вона, мабуть, головна небезпека подібних музики і тексту. Така музика впевнено перегороджує роботу розвитку: душевному й моральному. |
| — так у радянських газетах оцінювали творчість Віктора Цоя | |
Для всіх рокерів цієї епохи шлях до широкої аудиторії був закритий. На телебаченні й радіо звучали зовсім інші пісні. Для ленінградських рок-н-рольщиків єдиною можливістю виступати легально був Ленінградський рок-клуб. Він перебував під наглядом органів безпеки СРСР на правах художньої самодіяльності, але туди прагнули потрапити. Цоя теж прийняли, оскільки з його піснями він не міг залишитись непоміченим.
Під час однієї з поїздок Борис Гребенщиков помітив Віктора Цоя, що співав під гітару з компанією в електричці, і запропонував Вікторові допомогу і підтримку не тільки зі свого боку, а й з боку Андрія Тропілло («патріарха» радянських підпільних продюсерів, який з вересня 1989 очолював Ленінградську філію «Мелодії»), Сергія Курьохіна та інших. Віктор Цой заспівав свої пісні Борису Гребенщикову в електричці «Петергоф — Ленінград».

##### 1982 рік

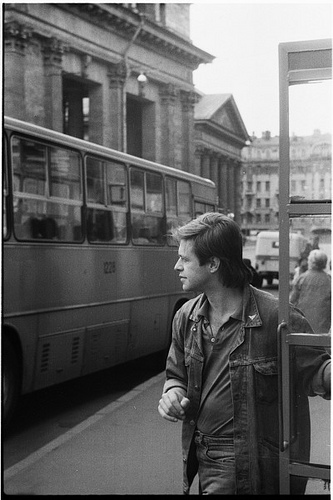
Борис Гребенщиков, 1987 р.

1982 року виник гурт «Кино» — дует, у якому грали Віктор Цой (вокал, ритм-гітара) і Рибін (соло-гітара). Цой був автором усіх пісень, від яких віяло самотністю і невгамовною жагою спілкування та любові:
|                                      | Дощ іде з ранку — Буде, був і є. І кишеня моя порожня, На годиннику — шість. Сигарет немає, і вогню немає, І у вікні знайомому Не горить світло. Час є, а грошей немає, І в гості нікуди піти… Оригінальний текст (рос.) Дождь идет с утра — Будет, был и есть. И карман мой пуст, На часах — шесть. Папирос нет, и огня нет, И в окне знакомом Не горит свет. Время есть, а денег нет, И в гости некуда пойти… |
| — «Кино» — «Время есть, а денег нет» | |

Борис Гребенщиков став головним шанувальником і опікуном Цоя: він говорив, що «ні в кого в піснях немає стільки чистоти і ніжності».
У 1982 році в Радянському Союзі до влади приходить Юрій Андропов, який починає кампанію по «закручуванню гайок». Правоохоронці починають патрулювати вулиці радянських міст, території парків, кафе та інші улюблені місця відпочинку «нероб», з метою виявлення порушників трудової дисципліни, котрі перебувають на вулиці замість того, щоб перебувати на робочому місці. Неформальні збори розганяються міліцією, а рок-концерти все частіше починають потрапляти в їх число. В СРСР була кримінальна стаття «за тунеядство» (дармоїдство, неробство), яка проіснувала 30 років, до прийняття у квітні 1991 року закону «Про зайнятість населення». У відповідь на посилення режиму поступово відбувається радикалізація молодого покоління.
5 березня 1982 року Віктор познайомився зі своєю майбутньою дружиною. Маріанна і Віктор познайомились на дні народження їхнього спільного приятеля Олександра Біцького (однокласника Ігоря Петровського), і це був також день народження Маріанни. Їй було 23, а Віктору — 19. Наприкінці вечірки Маріанна написала губною помадою у Цоя на обличчі (за іншою інформацією — на руці) номер свого телефону. Зустріч для Маріанни не була «роковою», оскільки перед цим вона вже побувала у шлюбі (з карточним шулером) і була розлученою. Віктор передзвонив. Так розпочались їхні відносини.
|                             | Він дуже болісно ставився у той час до того, що молодший за мене. І що я маю якийсь заробіток — у ті часи приголомшливий — я тоді отримувала по 150 рублів у місяць. І що у мене є якісь «монументальні костюми», у яких хоч на прийом іди. А він сам собі шив штани. |
| — Зі спогадів Маріанни Цой. | |
Тоді Маріанна працювала декоратором (завідувачкою цехів; мала підлеглих працівників) у цирку. Згодом Маріанна допомагала Віктору у всьому.
Борис Гребенщиков організував Цою і „Рибі“ студійний запис — таким чином з'явився перший альбом «45» групи «Кино». Альбом з'явився влітку 1982 року. Коли Цой записував свій перший альбом, Гребенщикова вважали «рок-н-рольним гуру».
|                               | Мабуть ми не були друзями, швидше — приятелями. Мені здається, що друзів у нього взагалі не було. Від нього завжди виходив особливий флюїд самотності. Я ж познайомив його, по-моєму, на його ж прохання, з Борисом Гребенщиковим, який, в принципі, і зробив йому усю кар'єру. |
| — зі спогадів Майка Науменка. | |

Сергій Бугаєв (у 1986—1988 роках грав на ритм-секції групи «Кино») зазначає: 
|  | Між Борисом Гребенщиковим і Віктором Цоєм було глибоке порозуміння, що такого тепер навіть не зустріти у мистецтві й музиці. |
Сергій Фірсов, друг Віктора Цоя, музичний продюсер, організатор клубу-музею «Камчатка» зазначає, що Віктор надзвичайно швидко наздогнав Гребенщикова за популярністю, оскільки був набагато простішим, і цим зрозумілішим.
У 1982 році «Кино» випустили свій перший альбом «45». Пісні з альбому рос. «Время есть, а денег нет», рос. «Электричка», рос. «Солнечные дни» стають хітами. Цей альбом вперше показав готовність Цоя підійти до політичних тем у своїй творчості. Герой пісні «Електричка» застряг у потягу, що віз його туди, куди він не хотів їхати. Це була зрозуміла метафора життя в Радянському Союзі, і групі швидко заборонили виступати з цією піснею наживо. Після альбому Цой стає відомим і в Ленінграді, і в Москві. У 1982 році відбувся перший концерт «Кино» в столиці. В пісні «Лайдак (Нероба)» (рос. «Бездельник») Віктор співає, що він нероба, і є зайвим. У пісні оспівується біль і метання покоління, яке «пішло на вулицю». У Радянському Союзі владу «передержали дідусі», і дуже багато талановитих людей не зуміли реалізуватися, вважаючи себе незатребуваним поколінням.
Влітку Цой з Маріанною цілий місяць відпочивали удвох у наметі біля моря в кримському селі Малоріченське. «Музика хвиль» — музика тієї пори. Після цього Віктор привів Маріанну до батьків.
Після повернення, училище реставраторів, де Цой вчився, видало йому диплом різьбяра по дереву з обов'язковим дворічним відпрацюванням за розподілом. Маріанна в своїй книзі зазначає, що диплом було видано. «Студентський мередіан» і документальний фільм 2012 року інформували, що диплом він так і не отримав — лише довідку про закінчення навчання. За іншою інформацією, керівництво училища просто не мало права відмовити у видачі диплома. В 1982 році диплом був оформлений (серія і номер А 088935, вид. 14 липня 1982 року. Реєстраційний номер 1047), але, за словами директора ПТУ, «видачу затримали, так як Цой не впорався з дипломною роботою, яку він обіцяв виконати, але так і не зробив». Викладач з технології Людмила Козловська до теперішнього часу зберігає малюнки свого відомого студента. В училищі висить дерев'яне панно роботи Цоя — його незакінчена дипломна робота.
Згідно з радянським законодавством, після закінчення училища студенти зобов'язані були відпрацювати два роки за своєю спеціальністю. Однак Цой спрямовується не різьбярем по дереву, а реставратором в місто Пушкіно (ВО «Реставратор»). Направлення в Пушкіно давали не кожному. Але за спогадами дружини Віктора, робота йому не приносила задоволення, — його дуже невдало розподілили в Пушкіно в реставраційну майстерню Єкатерининського палацу, де він мав бути до 8-ї години ранку, й до того ж, його оформили не різьбярем, а реставратором ліпних стель. Згодом Віктор полінувався їздити так далеко за місто. Від цієї роботи у Віктора кровили пальці, що унеможливлювало гру на гітарі.
В жовтні з допомогою Віктора мами вони з Маріанною знімали житло — двокімнатну квартиру на Московській площі.
Віктор домагається переведення за фахом, і у грудні 1982 року його відправляють на ділянку декоративного оформлення в ленінградському парку «Тихий відпочинок». Через байдуже ставлення Віктора до монархічних стель, майстер-начальник вирішує відпустити Віктора, і Цой подається у садово-парковий трест, де вирізає скульптури для дитячих майданчиків у парку відпочинку, теж не особливо стараючись.
У 1982 році за чиєюсь порадою Рибін і Цой познайомились з одним театральним звукорежисером, який допомагав рок-музикантам. Вони зв'язалися з барабанщиком Валерієм Кириловим (згодом барабанщик «Зоопарк»у), і гурт записав декілька пісень. Але щось не склалось, Цой швидко охолонув до цього саунду. Єдина бобіна з фонограмою записів залишилась саме у Кирилова, з яким відразу після того запису шляхи розійшлись.
Перед Новим роком Віктору та Маріанні довелося з'їхати з орендованої квартири.

##### 1983 рік
Всередині січня 1983 року зняли квартиру на Охті, — будинок стояв на проспекті Блюхера.
У 1983 році гурт розпався, проте Цой зібрав новий колектив, який виступив під тією самою назвою — «Кино». Цой шукав будь-яку можливість виступати, що не завжди вдавалось. Рок-клуб влаштовував концерти, а в гурту «Кино» довгий час не було постійного складу. І тоді Цой виходив на сцену з іншими музикантами.
19 лютого 1983 року на 30-річчі Севи Гаккеля (віолончеліст «Акваріума»), яке святкували в рок-клубі, на сцені грали «Кино» і «Аквариум». Це був другий електричний концерт гурту за час його існування. Концерт не був успішним, оскільки група не мала постійного складу.
Вітя мріяв працювати кочегаром, де можна було б працювати три дні на тиждень. Віктора дратувало, що Маріанна працює по 18 годин на добу під наглядом народного артиста СРСР Олега Попова, і Маріання звільнилася.
У 1983 році вперше в країні пройшов офіційний рок-фестиваль в Ленінградському Палаці молоді. Серед членів журі були ті самі працівники культури і комітетів. Журі спершу прослуховували і відбирали рок-групи, а пізніше компонували і проводили концерт. Журі вели «обговорення» з погано прихованим підтекстом: «якщо будете сперечатись, то ми взагалі вас прикриємо». У ті часи за виконання пісні «Лайдак» можна було потрапити в серйозні неприємності. Борис Грєбєнщіков вже мав їх, коли написав «Ангела народного похмілля». Працівникам Будинку самодіяльної творчості доручили літувати тексти пісень. Напередодні заходів рок-клубу працівники, в обов'язки яких входило «літування» текстів, вирішували брати лікарняний.
Гурт «Кино» все ще не мав постійного складу. У Віктора почались напружені стосунки з Рибіним (за словами Віктора — через ідеологічні міркування). Тоді вже в гості до Віктора приходив Юрій Каспарян, і вони з Віктором могли довго розмовляти про хорошу гітару, якої не було ні в одного, ні у другого. В 1983 році гурт «Кино» полишив Олексій Рибін. Побоюючись за майбутнє «Кино», Маріанна звільнилася з цирку і стала адміністратором групи. Влітку того ж року Цой разом з Каспаряном записав у Олексія Вишні фонограму «Демо», через деякий час цей твір отримав назву «46».
Борис Гребенщиков дуже часто навідувався в гості до Маріанни з Віктором. Він носив сухе червоне вино, як правило.
Віктор працює на Кам'яному острові в парку з фамільярно-грайливою назвою «Тихий відпочинок». Вдень Маріанна привозила йому гарячу їжу. Хоча Віктора не вабив Схід, у цей час він ще більше починає захоплюватись різьбою нецке і робить це дуже майстерно. Вирізані фігурки він щедро дарував старим друзям. У багатьох друзів Віктора (наприклад, Бориса Гребенщикова, Олександра Ліпницького) залишились нецке і дерев'яні попільнички роботи Цоя, нунчаки з вирізаним на кінцях палиць Іллічом, розписані шпалери і дружні шаржі. Саме в цей час Віктора вперше показали по телебаченню в програмі «Монітор» як талановитого різьбяра по дереву.
1983 року Віктор отримав довідку про закінчення СГПТУ-61.
Вкінці 1983 року Віктор і Маріанна опинились в лікарні.

###### Військкомат
Коли восени 1983 року Цоєм серйозно зацікавився військкомат, Маріанна і Віктор разом відшукали спосіб уникнення служби в армії. Було вирішено, що Віктор повинен лягти у психіатричну лікарню № 2 (на так званій «Пряжці»). Маріанна влаштувалась туди ж працювати безкоштовно художником-оформлювачем. Через півтора місяця його виписали звідти законним радянським психом. Так, за мірками радянського суспільства, Віктор Цой перетворився в аутсайдера. Але в іншому світі, де грали рок-музику і не оглядались на правила, він ставав усе помітнішою фігурою. Після лікарні здоров'я Віктора дуже погіршилось. А через два тижні після повернення з лікарні Віктор на акустичному концерті з Майком і Бобом повідомив публіці, що, незважаючи на пережитий стрес, він уже розуміє, що потік атмосферних опадів — всього лише примхи природи. Через місяць потрапила в лікарню Маріанна — у неї почалося зараження крові внаслідок некваліфікованого медичного обслуговування.
Після повернення з психіатричної лікарні з'являються пісні «Транквілізатор» і «Я йду вулицею в зеленому піджаку».
В групі з'являється постійний склад: на місце Олексія Рибіна приходить Юрій Каспарян; на бас-гітарі грає музикант «Аквариума» Олександр Тітов, якого згодом змінив Ігор Тихомиров; за барабанну установку стає Георгій Гур'янов, який був навіть не музикантом, а художником — що для Цоя зовсім не важливо, оскільки ці люди були його однодумцями.
Група перебувала у творчому пошуку власного стилю одягу. Головне місце у цьому пошуку й експериментах належало західним журналам і модним на Заході музичним напрямкам. Їм хотілось виглядати дуже яскравими: підведені очі, біжутерія, рвані чуби — все, як у нових романтиків. Через це з групою «Кино» мав декілька серйозних агресивних конфліктів Юрій Шевчук, — зазначав в інтерв'ю Олександр Ліпницький, — вони теж його не приймали, оскільки були модниками у той час. Згодом група виробляє свій власний стиль одягу, який став територією їх особистої свободи.
|                                                            | Рок-зірки — вони поети ще. Вони за правду рубаються. А Цой рубався ще й за красу. |
| — Дмитро Шагін, художник, засновник творчої групи «Митьки» |                                                                                   |
Віктор Цой був незмінним лідером гурту. «Кино» мав велику популярність серед ленінградського андеґраунду, а пізніше став відомим на всьому радянському просторі.
У 1983 році, після Пленуму ЦК КПРС, настає нова фаза рок-конфронтації. Початком цього була підготовлена кампанія в пресі: газети обрушилися на ансамблі за їх «сірість», «несмак», «безідейність». Як приклад посередності наводилися дійсно слабкі ВІА та рок-групи, тому й критика виглядала цілком переконливою. На початку 1984 року розпочалася друга хвиля атак на рок, а головним об'єктом стала «самодіяльність».

##### 1984 рік
Взимку 1984 року за таємничих обставин зник лідер гурту рос. "Россияне", Жора Ордановський, і з тих пір так і не з'явився. Швидше за все, його вже немає в живих.
4 лютого 1984 році Віктор одружився з Маріанною. Свідком у РАЦСі був Борис Гребенщиков, який відвідав цю подію в концертному гримі. На весіллі не було тамади і шикарного стола.
Віктор і Маріанна переїхали зі своєї квартири на Охні до квартири матері Маріанни на проспекті Ветеранів.
У травні 1984 року пройшов II концерт Ленінградського рок-клубу, де Віктор Цой представив нове «електричне» «Кино», вже без Рибіна. До виступу на фестивалі гурт «Кино» не допустило журі. На фестиваль гурт «Кино» прорвався лише ціною участі Бориса Гребенщікова і дзвінка Троїцького з Москви. На сцені фестивалю група стала сенсацією, а Цой здобув звання лауреата Рок-клубу, яке підтвердить ще двічі — в 1985 і 1987 рр.
— Кино - «Я оголошую свій будинок без'ядерною зоною»
Серед інших пісень міцний і жорсткий постпанковий квартет виконав «Без'ядерну зону» («Я оголошую свій будинок без'ядерною зоною») — одну з небагатьох популярних по-справжньому і щирих антивоєнних рок-пісень. Популярність пісні викликана тим, що в цей час тривала афганська війна, яка забирала життя тисяч молодих радянських громадян.
В цей період «Кино» звучить модно, оскільки старанно і зацікавлено спостерігає за розвитком музичного мистецтва на Заході і намагається застосувати найбільш цікаве і почуте у своїй музиці (The Sisters of Mercy, The Smiths, The Cure та ін.) — пісні гурту вирізняються багатством свіжих мелодійних знахідок, а тексти Віктора — романтично-героїчною патетикою поряд з реалістичними замальовками з натури, стриманою іронією і характерним сардонічним гумором.
В червні 1984 року гурт випускає альбом «Начальник Камчатки». Естетично «нові романтики» починають дрейфувати в бік нової хвилі і постпанку. Попри музичний ряд, важливим стає яскравий візуальний ряд та їх художнє висловлювання. Пісня «Прогулянка романтика», дає нове визначення «неробам».
У відповідь на посилення режиму в Радянському Союзі відбувається радикалізація молодого покоління. Нове покоління більш відкрито заявляє свою культурну ідентичність. В середині 1980-х років все більше рок-груп в текстах починають все частіше зачіпати соціальні та політичні проблеми.
Влітку Віктор з Маріанною їздили відпочивати на море. В Коктебель вони зняли сарайчик. В цьому населеному пункті були автомати з молодим вином. Вони обоє ходили з Коктебелю в Старий Крим, а згодом переїхали в Гурзуф, про що трохи шкодували. На море їх віз Фірсов, який працював провідником у поїзді Ленінград — Феодосія. По поверненні додому Віктор став кочегаром, але це ще не була «Камчатка».
28 серпня 1984 року постановою Міністерства культури гурт «Кино» занесено до чорного списку.

##### 1985 рік
В червні 1985 року Віктор з Майком Науменком отримують запрошення до Києва на квартирники. Там музикантів арештували.
За 40 днів до декрету Маріанна влаштувалася на роботу на пивоварню «рос. Вена», де працювала роздавальницею пива та займалася талонами водіїв.
5 серпня 1985 року в подружжя народився син Олександр.
|                             | Розпочались безкінечні турботи. У мене було погано зі здоров'ям (Маріанна ледве не померла в лікарні від сепсису), а Вітя цілими днями прав пелюшки і ночами грав на гітарі на кухні. Тоді він працював, мабуть, на найбільш мерзенній роботі з усіх — прибирав у банному відділенні по сусідству. Я декілька разів ходила йому допомагати, і можу запевнити, що це — нудотно. … Віктор вмів добре готувати. Особливо страви східної кухні. |
| — Зі спогадів Маріанни Цой. | |
Робота займала 1 годину з 23:00 до 24:00 вечора — в найнезручніший час, коли розпочинаються всі концерти і тусовки. Працювати було потрібно, оскільки існувала стаття «про дармоїдство». Цою це дуже не подобалось.
До бані, Віктор працював рятівником на пляжі (на човнярській станції в парку Перемоги в Ленінграді).
У 1985 році музиканти закінчили запис альбому «Ніч», але альбом не вийшов у світ через якісь плани звукорежисера. Віктор покидає боротьбу за вихід альбому і сідає за написання іншого альбому в домашній студії Вишні. Альбом був написаний дуже швидко і отримав назву «Це не любов».
«Камчатський» період Цоя — щасливий період для «Кино». Музиканти насолоджуються славою, але ще не несуть на собі тягар символів покоління. Вони виступають на фестивалях у Ленінграді й їздять до Москви, щоб дати квартирники.
У 1985 році французькою телевізійною компанією «ZARADOC Films» був знятий документальний фільм «Рок навколо Кремля» (фр. Rock autour du Kremlin), який розповідав французькому телеглядачеві про радянські рок-колективи, які на той момент ще перебували в підпіллі; розповідається про те, як в цілому була влаштована музична індустрія в СРСР. На запитання відповідає керівник фірми грамзапису «Мелодія». У фільмі беруть участь музиканти груп «Кино», «Акваріум», «Секрет», «Браво», а також Сергій Курьохін, Стас Намін, Артемій Троїцький та Алла Пугачова.
У 80-ті роки, після періоду «застою», в СРСР у 1985 році (квітневий Пленум КПРС) відбуваються спроби реформування соціалістичної економіки, які направлені на подолання падіння темпів економічного розвитку і ін. Поява на горизонті цієї «нової хвилі» послужить каталізатором радикальних змін на підпільній рок-сцені: прийдуть свіжі музичні ідеї. Саме цей час стане для Віктора новою епохою його творчості.
Для групи «Кино» багато чого змінюється, коли 1985 року до влади в СРСР приходить Михайло Горбачов і його соціальні та економічні реформи, особливо політика гласності і перебудова (1987 р.), викриття соціальних і економічних проблем Радянського Союзу і дозвіл відкритого обговорення їх у засобах масової інформації. Гласність послабила обмеження на ЗМІ і дозволила рок-гурти, про які будуть писати і показувати по телевізору. Саме в середині 1980-х — початку 1990-х років рок-рух виходить з замкнутого простору андеграунду на стадіони і становиться «голосом покоління».

#### Символ покоління. Нова епоха Віктора

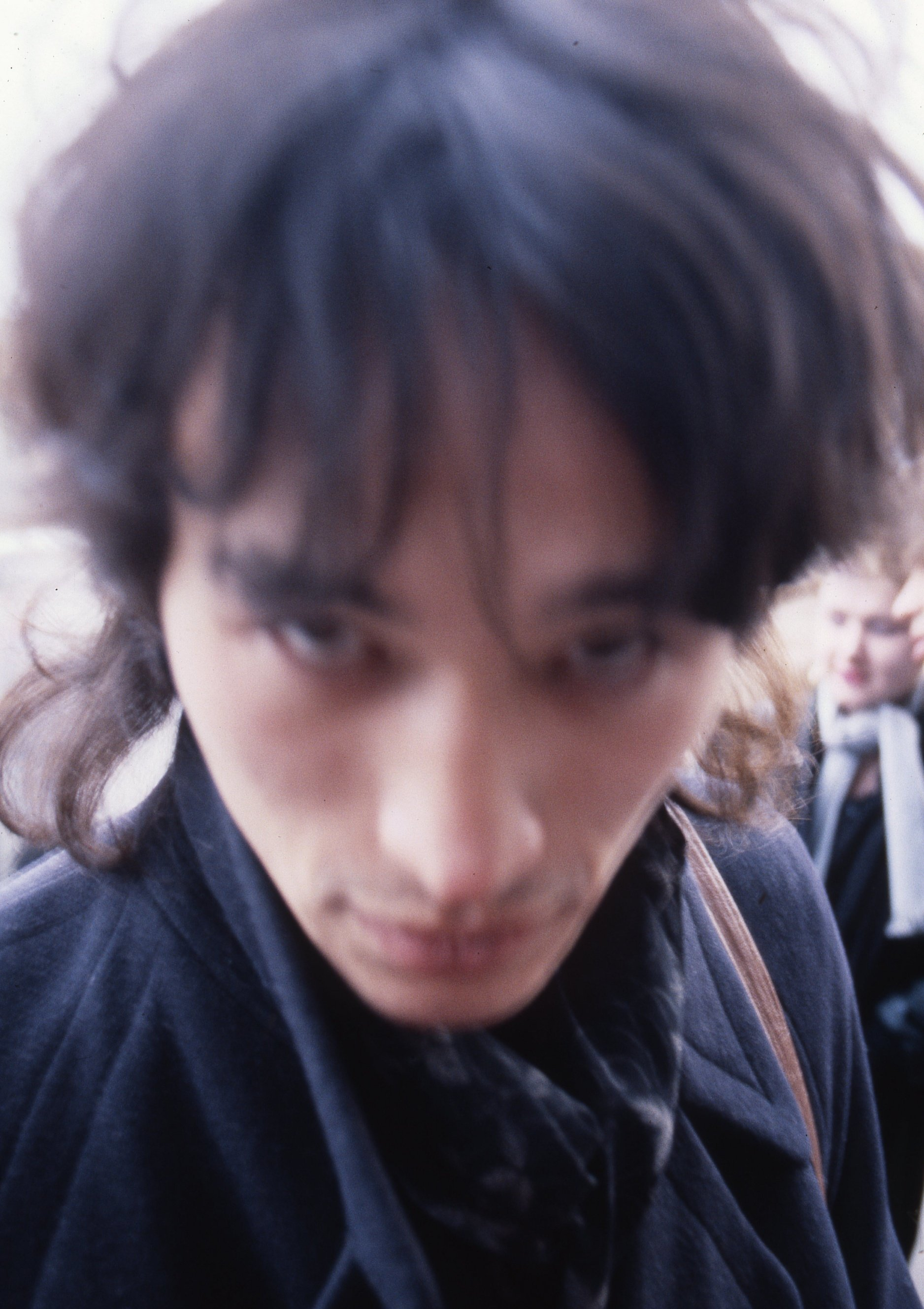
Віктор Цой сфотографований біля Будинку книги у квітні 1986 року

В середині 80-х у напівлегальних концертах для Віктора наступає "момент істини" — він перетворюється з музиканта на героя епохи.
|                                                               | Віктор Цой був скромним і замкнутим до певної пори. Це продовжувалось лише до часу, поки він не став зіркою. А зіркою він став у кінці 1984 року — на початку 1985 року, коли альбом «Начальник Камчатки» став всенародно визнаним і улюбленим. Він швидко змінився і став реальним господарем своєї долі й положення. |
| — Олександр Ліпницький, музикант, журналіст, друг Віктора Цоя | |
Ім'я «Кино» та автора починає поширюватись по всій країні. Розпочинається сходження до слави.

##### 1986 рік
З приходом до влади М.Горбачова суспільство пов'язувало сподівання на докорінні політичні і соціально-економічні реформи. Суспільство не мало чітких уявлень про напрям і характер реформ, але ніхто не сумнівався в їхній необхідності. Люди починали розуміти, що комуністичний експеримент не працює і що все має змінитися. Навколо Горбачова згуртувалася невелика група політичних діячів, які вважали, що дальше гальмування реформ призведе до втрати впливу керівництва партії в суспільстві і до послаблення позицій Радянського Союзу на міжнародній арені.
У січні 1986 року вийшов у світ альбом «Ніч», який пізніше повторила «Мелодія» з подачі Андрія Тропілло. За деякими підрахунками, альбом розійшовся двохмільйонним тиражем. «Мелодія» випустила цей альбом, не повідомивши Віктору. Про цей вчинок «Мелодії» Цой дуже різко висловлювався у своїх інтерв'ю. Він так і не пробачить цей вчинок так званого «піратства» «Мелодії». Віктору, звісно ж, не заплатили ні копійки за альбом, також він дуже негативно поставився до оформлення конверту платівки.
До всіх своїх альбомів Віктор робив оформлення сам, лише до «Групи крові» і «Зірки на ім'я Сонце» — у співавторстві з Густавом. Деколи обкладинки альбомів мали варіанти — наприклад «Начальника Камчатки» Віктор спочатку оформив сам, а пізніше з'явилась обкладинка, яку зробив знайомий художник. Від імені групи «Кино» Віктор пояснював, що вони не проти записуватись на «Мелодії» і за інтелігентські відносини між людьми.

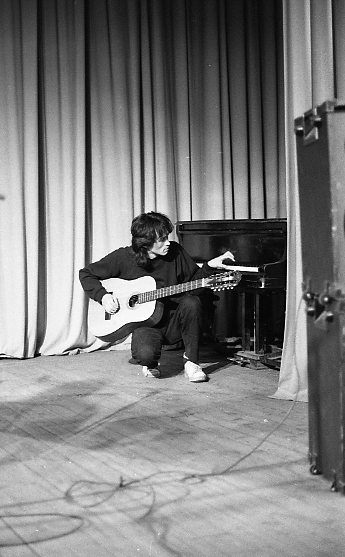
Віктор Цой налаштовує гітару під час акустичного концерту в Ленінграді (1986 рік)

У 1986 році у московське кафе «Метелица» навідуються Віктор Цой і група «Кино». Про це зберігся запис 1986 року. Фотограф Сергій Борисов таємно проніс відеокамеру у зал, де куратори заборонили проводити відеофіксацію концерту, щоб запобігти розповсюдженню «рок-зарази». У цьому залі ще чергували працівники КДБ. Згодом надійшла вказівка зупинити концерт, а глядачам розійтись. Проте Віктор не зійшов зі сцени, і, прийнявши це як виклик, група розпочала виконувати «Електричку». Коли Віктору все-таки вимикають мікрофон, пісню підхоплює публіка, оскільки люди в залі вже знають слова. Зал вголос співає «Електричка везе нас туди, куди я не бажаю». Хоча Цою все ще можуть перервати або скасувати концерт, але в середині 80-х років Цой здобуває таку популярність, що вже ніхто не може заборонити йому співати те, про що він хоче.
У 1986 році Цой намагається використовувати відкриту атмосферу та громадську думку з публічного обурення і випускає пісню-хіт під назвою «Змін!» (рос. Перемен!). У пісні молоде покоління вимагає змін у радянській системі. Вперше ця пісня прозвучала навесні в 1986 році на IV фестивалі Ленінградського рок-клубу. Віктору Цою вручили диплом за найкращі тексти.
З інтерв'ю Віктора Цоя, Ленінград 1986 р.:
|  | Все, що нами рухає, це ентузіазм і тяга, просто внутрішня тяга до творчості. Чого, можливо, може не бути у багатьох із багатьох, навіть можливо зірок, на Заході. Які просто виконують контракти. Мені так здається. Я не знаю. Я ніколи і не думав про те, щоб стати серйозним музикантом. Тому, що це пов'язано для мене з компромісами певними. І це піде на шкоду музиці і на шкоду пісням, тому що пісні, які я пишу, і пісні, які ми граємо, ми робимо тільки так, як ми хочемо. |
Однак в інтерв'ю, яке транслювалося на радянському телеканалі незабаром після смерті Віктора, він стверджує, що його пісні часто трактувалися публічно неправильно, і він намагався уникати будь-яких політичних намірів у своїх текстах. Зокрема, пісня «Змін!», яка широко використовувалася в рухах з «Перебудови», за словами Цоя не має нічого спільного з політикою Горбачова. У певному сенсі Цой хотів передусім глибших, ніж суто політичних змін.
Пізніше група «Кино» поїхала в Київ на знімання фільму «Кінець канікул». Групу часто турбував про це, і навіть навідував з візитами київський режисер-початківець. Режисером цього фільму був Сергій Лисенко, випускник режисерського факультету Київського інституту культури. Перед самим від'їздом гурту до Києва сталася Чорнобильська катастрофа, але музикантів це не зупинило. Фільмування тривало півтора місяця. Мешкали в Києві в готелі «Славутич». Сцени фільму знімали на озері Тельбін (Київ).
У 1986 році, вкінці літа, сім'ї допомагає Сергій Фірсов — він влаштував Цоя в котельню жіночого гуртожитку, куди недавно прийшов працювати сам. Вони з Віктором закінчують відповідні курси. Цю кочегарку в самому центрі Ленінграду в майбутньому швидко назвуть «Камчаткою» — так називалась пісня Цоя, яку він написав за 5 років до того. Рашид Нугманов як це побачив почав знімати фільм «Йя-хха», потім Алексей Учитель фільм «Рок». Віктор з Башлачовим влаштовуватимуть там імпровізовані концерти; кочегарка перетвориться в "дисидентську мекку". Це була вугільна кочегарка, яка працювала цілодобово. Цой вже мав багато шанувальників. Назва котельні закріпилася в той час, коли Цой там практично вже не з'являвся (приблизно з осені 1987).
— уривок інтерв'ю В. Цоя
Того самого року Віктор зумів домовитись з Будинком культури «Невський» на 1000 місць, де виступив.
Восени група їздила з концертами до Талліна і Риги. Гонорар складався виключно з оплати транспортних квитків на поїздку в обидва кінці.
Також 1986 року відбувся концерт у «Палаці Молоді», коли вперше з'явилась на сцені Джоанна Стінгрей. Цой співав з нею пісню «Рухайся, рухайся, танцюй зі мною». Цей концерт «Кино» відбувся на наступний день після зустрічі у верхах. Віктор, дуже несподіваним текстом, навіть для близьких людей, представив публіці Джоанну: «На жаль, у Рейк'явіку керівники наших двох країн не змогли домовитися. Але тут на сцені ми, росіяни й американці, можемо досягти повного взаєморозуміння. Ми хочемо довести, що хочемо миру». Вони виконали двомовну пісню. Ця промова Віктора була реакцією на тогочасні події. У другій половині 1980-х років радянська економіка балансувала на межі і не могла відповідати американським витратам на озброєння. Горбачов у жовтні 1986 року на зустрічі в Рейк'явіку запропонував 50%-ве скорочення ядерної зброї в США і СРСР. Проте, ця пропозиція була відхилена.
У 1986 році Цой грає багато акустичних концертів, їздив у різні міста, але фізично не міг прийняти і малу частину запрошень, які «сипалися» на нього. Популярність росла, а телебачення і преса як і раніше не приділяли Цою уваги.
У кінці грудня 1986 року Віктор їздив до Москви, де отримав запрошення від Сергія Соловйова на знімання в епізоді фільму з виконанням пісні. Восени і взимку 1986 Цой брав участь у зніманні фільму «Асса». Коли режисер розповів Віктору, що для знімання фінальної частини фільму потрібна масовка, Цой запросив своїх фанів, і прийшло 15 (за іншою інформацією 10) тисяч осіб. Віктор запропонував зробити безкоштовний концерт, і під час цього відзняти епізод. Цей фільм стане початком відходу один від одного Маріани і Віктора.

##### 1987 рік
У червні 1987 року на Пленумі ЦК КПРС проголошено програму радикальної реформи управління економікою, що передбачала перехід від адміністративних до економічних методів управління. Економічна політика отримала назву «перебудови» — було запропоновано модель демократичного, або ринкового, соціалізму з одночасним формуванням нового політичного мислення та демократизацією політичної системи. У 1987 році в країні починаються реформи. «Перебудова» і «гласність» виводить рок з простору підвалів, квартирних концертів і місцевих клубів на простори великих концертних залів, фестивалів і стадіонів. Раніше — «підпільна музика», тепер — признається майже офіційно. Рок-групи отримують можливість проводити концерти без будь-якої реєстрації в державних концертних установах і, більш того, заробляти цим.
Гурт «Кино» приєднався до Ленінградського рок-клубу, де прослуховувались програми і де гурт отримав дозвіл на виступи. Гурт виступав на правах «самодіяльності» (виступи не могли бути джерелом доходу).

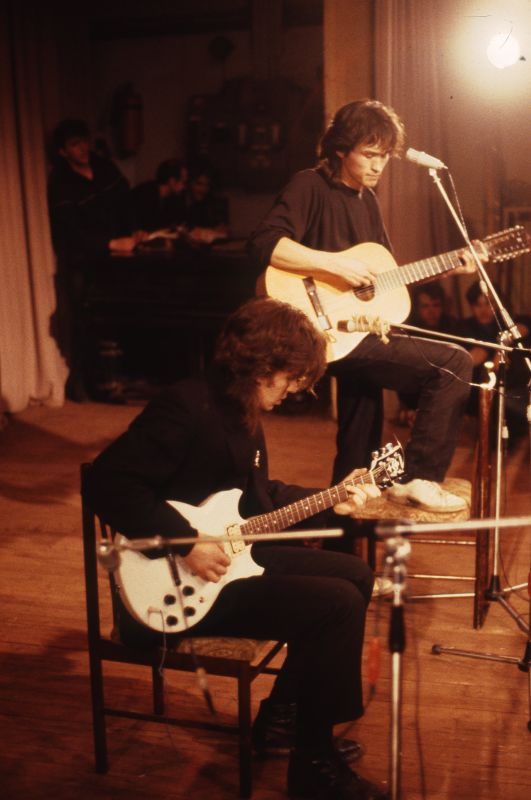
Юрій Каспарян та Віктор Цой під час концерту в Ленінграді (1987 рік)

В лютому 1987 року в котельні «Камчатка» Віктор написав оповідання «Романс».
У своєму інтерв'ю після концерту в м. Дубна (він давав відповіді на записки) Віктор розповідає, що група «Кино» не прагне на велику сцену чи ставати професіональними музикантами, оскільки положення, в якому група знаходиться — найкраще з можливих. А також, що група відмовляється зніматися в телепередачах, оскільки з ними знімають біля 14-ти годин відеоматеріалу, а потім випускають в перегляд найслабкіші моменти; і що групі більше подобається прямий ефір.
Після міста Дубна гурт запросили до Челябінська. За «електричний» концерт заплатили «живі» гроші. Гурт зустрічав спеціальний комітет, який вимагав прослуховування репертуару перед виходом на сцену. Проте в залі наростало невдоволення глядачів від тривалої затримки і групу випустили на сцену без прослуховування комітетом.
19-24 травня 1987 року в Великому залі Вільнюського Палацу спорту проходив фестиваль «Літуаніка-87», в якому брав участь і гурт «Кино». Рок-життя йшло досить жваво, проте соціальні процеси в країні йшли ще швидше. Слово «гласність», котре спочатку звучало як напівабстрактний заклик, ставало щоденною реальністю.
В 1987 році Джоанна Стінгрей подарувала групі «Кино» портативну звукозаписувальну студію на 4 канали, на якій гурт увесь рік записував «Групу крові». Цей альбом вийшов після того, як Віктор завершив знімання у фільмі «Голка». З Соловйовим Цоя знайомить Гребенщиков — приводить на концерт групи «Кино». Згодом, Соловйов познайомить Цоя із своїм учнем — Рашидом Нугмановим.
До випуску альбому «Група крові», Цой заспівав його програму на черговому ленінградському рок-фестивалі, який став для «Кино» останнім. Там їм вручили приз «за творче повноліття». Більше гурт на фестивалях рок-клубу не виступав.
Появі альбому «Група крові» передував черговий перехідний період, що виражався в затяжних пошуках нового стилю. Дві попередні роботи «Це не любов» і «Ніч», записані в студіях у Вишні та Тропілло, в результаті «не вистрілили».
| | «Це був явно невдалий концерт, — Цой заспівав зовсім іншим голосом, в якому себе ще не відчув. Новий репертуар виглядав каламутним і нерозбірливим… Особливо мене вразила пекельна монотонність в аранжуваннях, які здавалися тоді відверто дубовими. Можливо, в мені говорили ревнощі… І тільки значно пізніше я зрозумів, що в цьому повороті Цой був правий, точно розрахувавши все надовго вперед». |
| — згадує басист Олександр Титов (незадовго до цього покинув «Кино») про виступ на IV фестивалі Ленінградського рок-клубу з програмою, що передувала «Групі крові». | |
Восени 1987 року Віктор Цой знімається у фільмі «Голка». Під час знімання цього фільму в Алма-Аті були написані деякі композиції гурту «Кино», які згодом стануть культовими: «Зірка на ім'я Сонце», «Місце для кроку вперед», «Пачка сигарет». Після повернення зі знімання фільму, він відпрацьовував в «Камчатці» пропущені зміни, які «в борг» відпрацьовували без нього друзі.
Фільм «Асса» вважають точкою відліку нової епохи. Цей фільм Сергія Соловйова виходить у 1987 році, де у фінальній сцені Віктор Цой заспівав пісню «Змін!» (рос. Перемен!). Віктор стає відомим широкій публіці — 17 млн 800 тис. людей перегляне «Ассу» за час прокату по країні.
Віктор знявся в двох «молодіжних» фільмах, «Асса» і «Голка», де зіграв фактично самого себе: похмурого, небагатослівного, одягненого в усе чорне, — це був справжній тріумф самотнього романтика, вічного бійця, — писав Артемій Ківович Троїцький.
|                                                    | Герой цього фільму в якомусь сенсі — людина нізвідки. Він мені дуже близький по духу. Я в принципі нічого не грав, а намагався поводитися так, як би міг себе повести в такій ситуації, але в рамках сценарію, звичайно. Я нічого не "створюю", просто виходжу на сцену і співаю. Я сам — «образ». |
| — Віктор Цой про головного героя фільму і про себе | |
Нова касета «Кино» — «Група крові» серед загального розпаду (в цьому періоді відбувається значний розпад рок-груп) сприймалася як моноліт, символ віри. «Кино» залишалося чи не єдиною групою, у якої шалена популярність анітрохи не зіпсувала початкову чистоту образу.
|                               | Ми хотіли співати — не було слів. Ми хотіли спати — не було снів. Ми носили траур — оркестр грав туш… У наших очах — зоряна ніч. У наших очах — втрачений рай. У наших очах — закриті двері. Що тобі потрібно — вибирай… Оригінальний текст (рос.) [Мы хотели песен — не было слов. Мы хотели спать — не было снов. Мы носили траур — оркестр играл туш… В наших глазах — звездная ночь. В наших глазах — потерянный рай. В наших глазах — закрытая дверь. Что тебе нужно — выбирай…] Помилка: {{Lang}}: текст вже має курсивний шрифт (допомога) |
| — Віктор Цой «В наших глазах» | |
1987 був роком прориву для «Кино». Випуск їх п'ятого альбому «Група крові» спрацював. Відкритий політичний клімат в гласності дозволив Цою написати тексти, які ніхто до нього не зміг виконувати — більшість треків альбому були спрямовані на молодь Радянського Союзу, і промовляли їй брати все під контроль і змінювати країну. В деяких піснях були розглянуті соціальні проблеми, що паралізують нації. Цой стає героєм серед радянської молоді, а «Кино» — найпопулярнішою рок-групою. Останні три роки життя Віктора — роки його зоряного успіху.
|                                          | Якщо сучасній вітчизняній культурі є культова фігура №1, то це без всякого сумніву — Віктор Цой. Не лише як виконавець, співак, автор своїх пісень, але і як своєрідний міф, який вже пройшов перевірку часом. Залишається відкритим лише питання на скільки він, його доля, його творчість були зв'язані з кінематографом. Так як йому вдалося зробити відносно мало в кіно. Він зіграв одну головну роль в одному великому фільмі — в фільмі «Голка». І багато хто тому сумніваються, що саме в кінематографі його талант втілився в найбільшій мірі. Я не погоджуся з думкою, що Віктор Цой не реалізував себе в кіно. Не лише тому, що гурт, яким він керував називався «Кино», а тому, що вже його перша поява на екрані в картині Сергія Соловйова «Асса» стала сенсацією. Пам'ятаєте, коли я вперше побачив «Ассу», мене вразив контраст між достатньо тривіальною інтригою фільму і нічим непримітним його художнім рішенням і останніми хвилинами? Коли на екрані якраз з'являється Віктор Цой — півтори хвилини правди ніби спокутували все інше. |
| — Кирил Разлогов у передачі «Культ Кино» | |
|                                                                        | …Рашид Нугманов, теж як професіонал, вирішив побудувати всю свою картину «Голка» ось як ніби на персонажі Цоя. Характер головного героя він списував з нього, бо йому ніби здавалося особливим те, що Цой ніби людина нізвідки — ось він не є продуктом свого середовища, він не є сином своїх батьків, він не дитя свого часу. Він ніби як людина з майбутнього — дуже цільна, дуже яскрава, яка прислухається до навколишніх, ніколи ні на кого не орієнтувався, який точно знав що вірно, а що невірно, і що добре, і що погано. |
| — інтерв'ю Наталії Разлогової в передачі Кирила Разлогова «Культ Кино» | |
Сергій Бугаєв, художник, музикант, актор: «З Віктором Цоєм у наше мовне середовище, у наше психополе увійшли нові сенси — сенси Цоя».
Країна змінювалась на очах, люди вчились жити по-іншому, шукали нові орієнтири. Цой, з його внутрішньою свободою і почуттям власної гідності, виявився дуже потрібним. Прийшов його час. Він писав пісні про те, про що думають мільйони.
|                                         | Те, що Цой фігура колосального масштабу, мені було зрозуміло ще у 1985 році, коли ми з ним познайомились. А те, що він великий російський поет, з кожним роком все більше утверджуюсь у цьому. |
| — Костянтин Кінчев, лідер групи «Аліса» | |
Сергій Бугаєв: «Таким чином, за допомогою рок-музики здійснились великі соціальні, політичні, і найголовніше — культурні трансформації великого, дуже мало рухомого, під назвою — „радянського суспільства“».
Того року група також дала концерти в Новоросійську і Сімферополі.
У житті Віктора з'являється інша жінка — Наталія Разлогова, з якою Віктор познайомився у Москві на зніманні фільму «Асса». Незабаром вона стане його цивільною дружиною. Наталія працювала перекладачем-синхроністом — перекладала фільми з французької мови.

##### 1988 рік
В СРСР у 1988 році з ініціативи генерального секретаря ЦК КПРС М. Горбачова впроваджувалася конституційна реформа — реформа компартійно-радянської системи державної влади в СРСР. Діючи в рамках бюрократичної перебудови, реформатори прагнули пристосувати радянський лад до викликів сучасності шляхом «демократизації» політичного режиму.
Після виходу кінофільму «Голка» (реж. Рашид Нугманов, 1988 р.) країна остаточно здобула свого героя — він одинокий, небагатослівний і чесний; жертвує собою заради справедливості. Альбом «Група крові», який вийшов вслід за фільмом, мав грандіозний успіх. Він був немовби продовженням цієї кіноісторії: головного героя на прізвисько Моро вбивають в останніх кадрах, але пісня продовжує звучати, це означає що смерть — ще не кінець. За опитуваннями офіційних і неофіційних видань альбом «Група крові» став найкращим альбомом 1988 року. Альбом отримав феноменальну популярність так, що він породив період, який називався «КИНОманія».
| | В останніх альбомах Цоя з'являється густий мужній голос, якого не було в альбомі «45». Він робить собі новий голос. |
| — Михайло Житинський — письменник, журналіст, автор книг про російську рок-культуру і рок-музикантів | |
Змінюється і образ самої групи — від нарядних «нових романтиків» не залишається і сліду — на зміну їм приходять чотири воїни рок-музики в чорних довгих плащах.
|                                             | Він один з музикантів у нашій рок-музиці, який весь час змінювався — і теми його пісень, в першу чергу, і навіть музичні рішення весь час на новій пластинці нові. |
| — Олександр Ліпницький, музикант, журналіст | |
Наступає дорослішання ліричного героя пісень групи «Кино» — відбувається поворот до серйозніших проблем, чути заклики до активних дій, морального оновлення.
«Кино» не лише грали краще, ніж будь-коли, в піснях Віктора Цоя з'явився несподіваний оптимізм і соціальна позитивність, далекі від недавніх декларацій відчуження. Яскраво це засвідчує пісня рос. «Попробуй спеть вместе со мной».
Ще одна важлива подія червня: в США вийшов на платівці подвійний альбом «Червона хвиля», скомпільований молодою енергійною каліфорнійкою Джоанною Стінгрей, що представляв по шість пісень «Акваріума», «Аліси», «Кино» і «Дивних ігор». Віктор дав у США невеликий концерт. Американські менеджери влаштували виставку художніх робіт Цоя.
З вересня 1988 року адміністратором і директором групи «Кино» стає Юрій Бєлішкін, який починає працювати з гуртом з початком постійних роз'їздів. Бєлішкін — професіональний менеджер, ветеран петербурзької рок-сцени і автор ряду гучних у 70-х роках підпільних концертів і рок-фестивалів (пізніше працював з «DDT»). Всі прибутки Бєлішкін віддавав Віктору, а той далі розпоряджався фінансами.
На гурт «Кино» очікує початок «зіркових» гастролей. Був записаний альбом «Зірка на ім'я Сонце». Альбом почали писати наприкінці 1988 року і закінчили в січні 1989 року. 16 листопада 1988 року в Лужниках група «Кино» брала участь у меморіальному концерті Олександра Башлачова. Перед цим концертом Віктор особисто звертався до адміністрації Палацу Спорту Лужники, щоб звільнили партер, оскільки публіка може захотіти потанцювати. Адміністрація до Віктора не прислухалась. 1988-го року в Палаці Спорту Лужники (Москва) адміністрація палацу відключила гурту апаратуру під час концерту, після того як тисячі людей встали і пішли до сцени. Після вимкнення мікрофона Цой сказав: «Ми повинні були заспівати ще п'ять пісень, але після „Саші“ (сімнадцятого лютого в Ленінграді наклав на себе руки Саша Башлачов) не будемо. Хлопці, ми перемогли, нумо тепер організовано покинемо Лужники, аби не дати їм нагоди». В усьому звинуватили групу «Кино» і негайно скасували участь гурту в телепередачі «Інтершанс».
Свідчення того, що Віктор добре розумів, що його слава викликана тим, що пісні торкаються нагальних тем того часу:
|                                                                     | — Звичайно, мені приємно, що людям подобається музика, що люди приходять на концерти. Зал завжди повний, і так далі. Я прекрасно розумію, наскільки це питання потрапляння в час. Я, в якомусь сенсі, в нього потрапив. Але точно так само міг і не потрапити, пісні від цього гіршими би не стали, музика — теж. |
| — Віктор Цой. Частина з інтерв'ю програмі «До 16 і старше», 1988 р. | |
|                                                                     | — А ти хотів би, щоб група «Кіно» поїхала ну … в закордонні гастролі? Ну скажи … ну чому ти не хочеш робити цього? — Ну, тому, що я прекрасно усвідомлюю, що це нікому там не цікаво. І що не може бути цікавою група, що співає іноземною мовою і невідома. — Угу. — Ось. А їхати, я не знаю … щоб щось там … купити собі магнітофон … Привезти його сюди і дивитися, які там чудові машини, які там чудові готелі. Звичайно (махає в сторони головою з незгодою), тільки час втрачати. Навіщо? |
| — Віктор Цой. Частина з інтерв'ю програмі «До 16 і старше», 1988 р. | |
Попри те, що Цой був величезною зіркою, він як і раніше жив звичайним життям. Віктор продовжував працювати в котельні житлового будинку, що дивувало багатьох. Цой заявляв, що насолоджується роботою, і йому також потрібні були гроші, щоб підтримати групу, оскільки вони все ще не отримують державної підтримки, а їхні альбоми були скопійовані і пройшли по всій країні через самвидав безкоштовно.
|                                                                          | Журналіст: Ви зараз перебуваєте на хвилі. Ви не боїтесь опинитись під хвилею? Віктор: Я не перебуваю на хвилі. Журналіст: Але вас люблять. Великий ажіотаж навколо вашого імені. Віктор: Це питання… як вам сказати… зовнішнього характеру. Тобто, я для себе не перебуваю на хвилі. Я пишу… тобто я живу точно так як і жив 3 роки тому, п'ять років тому. Журналіст: Скажіть Віктор, які у вас тепер відносини, скажімо так — з офіційною культурою? З офіційними організаціями. Оскільки так чи інакше все одно від них залежите. Вступаєте з ними в які-небудь відносини як музикант, як виконавець? Віктор: Жодним чином. Я намагаюсь ніколи ні від кого не залежати. Журналіст: Ви впевнені, що вам це вдасться? Віктор: Звичайно. |
| — Інтерв'ю Віктора Цоя в Мурманську. Квітень 1989 року. (частина 2 із 3) | |
У період 1988—1990 років Віктор повертається до занять живописом, а його картини, доволі цікаві з художньої точки зору, декілька разів виставляються на різних виставках.
У 1988 році Віктор звільнився з роботи в котельні.
У 1988 році те, що Віктор вважав нездійсненним, відбулося — він полетів в США на два тижні. В аеропорті їх зустрічала Джоанна Стінгрей, яка вирушила у взятому з цієї нагоди напрокат білому лімузині з баром і телевізором.
|                                 | Два тижні ми провели як діти, насолоджуючись життям. Віктору все дуже подобалося. Ми скакали на конях, каталися на снігомобілях, їздили на океан, були в Лас-Вегасі. Ходили по магазинам і, нарешті, поїхали в Діснейленд, який сподобався Віктору найбільше. |
| — Зі спогадів Джоанни Стінгрей. | |

##### 1989 рік
У січні 1989 року «Кино» давали один благодійний концерт в Данії (участь у благочинній акції руху «Некст Стоп») у фонд Вірменії (на користь постраждалих від землетрусу)). Віктор за пів року вивчив англійську мову і самостійно давав інтерв'ю на радіо в Данії.
15 лютого перший показ «Голки» за кордоном — на МКФ в Західному Берліні.
В 1989 році Віктор з групою дає два концерти в Олімпійському.
5, 6, 7 травня 1989 року Віктор Цой і рок-група «Кино» давала концерти на мінському стадіоні «Динамо». Концерт організовувала Ленінградська театр-студія «Бенефіс» (Ю. Бєлішкін). Частину зароблених грошей перерахували в Білоруське відділення Всесоюзного дитячого фонду ім. В. І. Леніна і у фонд організації свята міста «Мінськ-89». На всіх концертах був аншлаг. На кожен концерт приходило по 18 тисяч глядачів. Ціна квитка 3-4 рублі.
У 1989 році, за дивним контрастом з сенсаційними дебатами у Верховній Раді і бурхливими подіями в Прибалтиці (28 липня 1989 Верховна рада Латвійської РСР проголосила декларацію про державний суверенітет), у рокерів явно падає інтерес до соціальної проблематики. Але в столиці «легальний рок» як і раніше вважався джерелом підвищеної небезпеки і будь-який масштабний захід наповнювали величезною кількістю міліціонерів.
У Москві розташована більшість студій звукозапису — як державних, так і кооперативних. Тут же — штаб фірми «Мелодія», яка й до 1991 року залишається монополістом із випуску грамплатівок. Крім того, до Москви переїжджає Юрій Каспарян зі своєю дружиною Джоанною Стінгрей.
1989 року Цой остаточно перебирається із Ленінграда до Москви. Так зручніше для роботи, просування гурту і, крім того, для цього є й приватна причина:
|                             | Останні роки життя Вітя провів з іншою жінкою. Її звати Наташа. Це тривало три роки і було дуже серйозно. Про наше розлучення не йшлося, тому що існував Саша. Ми вже переросли ці весілля, розлучення. |
| — Зі спогадів Маріанни Цой. | |
Перед сином Віктор вибачався в пісні «Малюк» (рос. Малыш).
У Москві Віктор жив зі своєю цивільною дружиною Наталією Разлоговою в невеликій трикімнатній квартирі на Профспілковій вулиці біля метро «Коньково». У квартирі проживали ще троє людей: син Наталії, мама і сестра.
Віктор Цой про гласність і перебудову:
|                                                                          | Журналіст: Чи вірите ви Горбачову? Віктор: (довго думає) Нда, зараз подумаю. Розумієте, з появою цієї людини щось почало змінюватись. Я не знаю, чим це все закінчиться. Але щось почало відбуватись. Я це можу лише вітати. Я не знаю, наскільки він особисто зіграв у цьому якусь роль, че це, так би мовити, історична необхідність. Чим все це закінчиться, теж не знаю. Кожна людина сподівається на краще. Журналіст: Так ви сподіваєтесь? Віктор: Безумовно. |
| — Інтерв'ю Віктора Цоя в Мурманську. Квітень 1989 року. (частина 2 із 3) | |
1989 року у світ вийшов альбом «Зірка на ім'я Сонце», який був першим і єдиним в історії групи записаним у професійній студії. Студія належала Валерію Леонтьєву. Про цю студію домовився директор «Кино» Юрій Бєлішкін. Альбом, який повторив тріумф «Групи крові» не викликав жодних емоцій у суперфірми «Мелодія», і Цою з Бєлішкіним ніхто з «Мелодії» не телефонував, не пропонував співпрацю.
У квітні, гурт давав концерт у Франції на великому рок-фестивалі в місті Бурж (Le Bourges). Жоель Бастінер, аташе по культурі Франції в Москві, був одним із трійки ентузіастів, котрі організували на свої фінансові засоби і на свій страх і ризик концерти російським групам у Франції на цьому фестивалі. В цьому ж місяці у Франції виходить пластинка «Кино» «Останній герой». За словами Айзеншпіса, поїздка у Францію обійшлася гурту в 400 000 рублів.
У 1989 році Віктор Цой взяв участь у фестивалі «Золотий Дюк» в Одесі. За словами Віктора і Наталії, на фестивалі вони почувалися як на «чужій вечірці», оскільки кінофільм Віктора «Голка», дуже відрізнявся від стрічок представлених на фестивалі. Уривок інтерв'ю Наталії Разлогової під час фестивалю:
|  | — Цей фільм («Голка») — це фільм нового зразку. А все, що тут показують — старого зразка. І більше того, люди тут, які присутні — весь вік від 40 і вище. Тому, навіть коли тут з'являються молоді люди до 30, вони виглядають як наші кооперативні джинси — ніби зроблені тільки-що, а всерівно мода застаріла на 5 років. Тому ми тут на чужій вечоринці. Тут все старого зразка, включаючи молодих людей, котрі тут представлені. Тому, ніби, компанію тут собі по інтересам підібрати неможливо, і фільм теж, очевидно, буде виглядати незвичайно на всьому цьому "татовому фоні". .... Тому що це не "татове кіно" і тому "тати" просто не знають як на це реагувати. Розуміють, що в цьому щось є, але це їм зовсім не подобається і вони не розуміють про що тут мова. Тому фільм «Голка» буде другим більмом, дійсно. ... — Можливо, люди будуть відчувати, що за цим майбутнє, і будуть хвалити. Як Соловйов, котрий зробив кінострічку на базі рок-музики не тому, що вона йому подобається, а тому, що він відчуває, що за цим майбутнє, що це та мова, яку розуміє основна маса глядачів. |
Кінокритики журналу «Радянський екран» провели опитування, за результатами якого Віктора Цоя визнали найкращим кіноактором року.
У вересні в Італії гурт дає концерт — на радянсько-італійському фестивалі «Back in the USSR» в Мельпіньяно.
27 жовтня 1989 року Віктор був у ефірі суперпопулярної в ті часи програми «Погляд» (рос. «Взгляд»), яка проходила на тему кооперації в СРСР.
|  | — Віктор, я б хотів почути вашу думку. Ви згідні, що мистецтво і кооперація можуть стояти поряд, на одній сходинці? — Ви знаєте, напевне — так. Тому, що відтоді як виникла кооперація, я, на своєму прикладі, я вже можу не працювати кочегаром, не кидати вугілля, а можу займатись своєю музичною діяльністю. Ось, можу тепер… Тепер вже… не пройшло там і семи років… Врешті-решт цим, можу хоч якось забезпечити своє життя. — Це не лише завдяки кооперації, а ще завдяки вашому мистецтву. — Ну, тим не менш. Мистецтво було і раніше. Однак… (сміється) — А ваше особисте відношення до кооперації? — Ну, складне відношення. Я вважаю, що кооперація — діло дуже потрібне, єдина проблема в тому, що всі звинувачують її в спекуляції. Ось. Я вважаю, по-перше, що в нас держава займається спекуляцією в особливо великих масштабах. По-друге, значить закон такий, або влада слабка, якщо знаходиться шахрай, який може все якось розгорнути. |
Згодом, Айзеншпіс у своїй книзі згадуватиме, що це він пропхав Цоя на передачу, переконавши Макусєва, який робив цей випуск.
В травні, липні, вересні, січні відбувається показ «Голки» на ряді кінофестивалів в Північній Америці, в містах: Торонто, Клівленд, Новий Орлеан, Лос-Анджелес, Ванкувер, Денвер, Чикаго, Монреаль і Нью-Йорк.

###### ІмпресаріоЮрій Айзеншпіс
1988 та 1989 роки проходять під знаком бурхливого розвитку двох нових процесів: переходу радянського року на ринкову основу і залучення його в міжнародну тусовку. Із впровадженням госпрозрахунку і появою концертних кооперативів у артистів з'являється можливість отримувати реальну частину доходів від своїх виступів. Грубо система виглядала так: виконавці через посередників (ті самі кооперативи) укладають прямі договори з концертними майданчиками, називаючи при цьому свою «ціну», яку можна виражати двояко: або як фіксовану суму, або як певний відсоток від загального доходу заходу. У будь-якому випадку це вже не мізерні «концертні ставки», придумані чиновниками (норма Держконцерту була 6,90 руб. за виступ, незалежно, чи це клуб при житлконторі чи на стадіоні), а суми незрівнянно більші. Гонорари популярних гуртів коливаються в межах від п'яти до десяти тисяч рублів за концерт, рекордсмени на кшталт «Ласкового мая» брали і по двадцять п'ять. Отже, радянські рок-групи отримують змогу досягати аудиторії не тільки з вуст у вуста, як це часто було. З квартир і крихітних клубів рокери вийшли на стадіони. Все, про що раніше можна було тільки мріяти, стало реальністю. З'явилася можливість співати пісні, не погоджуючи їх з працівниками відділів культури, організовувати концерти, не питаючи нічиєї згоди, записувати платівки як на батьківщині, так і за кордоном.
Микола Михайлов, який очолював Ленінградський рок-клуб з 1982 року до його самоліквідації на початку 1990-х років, у своєму інтерв'ю засвідчує, що одного разу при виступі Віктора Цоя з Майком Науменком (ще на початку творчості Віктора), з ним про гонорари домовлялася Маріанна Цой, дружина Віктора. Михайло Житинський — письменник, журналіст, автор книг про російську рок-культуру і рок-музикантів, у своєму інтерв'ю засвідчує, що Маріанна Цой була першим адміністратором групи і звертає увагу на те, що не важливо, хорошим вона була продюсером чи поганим, але продюсером її можна назвати.
Юрій Айзеншпіс у 1988 році достроково виходить з в'язниці з допомогою міністра закордонних справ СРСР і Голови Президії Верховної Ради СРСР — Андрія Андрійовича Громико. Айзеншпіс у своїй книжці про себе пише, що про Цоя і «Кино» дізнався, коли читав «Звукову доріжку» в газеті «Московський комсомолець» у в'язниці. За іншою інформацією, до рук Айзеншпіса потрапила касета гурту «Кино», коли він перебував ще у в'язниці. Айзеншпіс тричі був засуджений за «фарцювання» і йому загрожувала вища міра покарання. На волі Юрій згадує про гурт і прораховує, що ставши адміністратором гурту, він отримає швидкий старт, оскільки 1988 рік вже характеризується переходом концертної діяльності на ринкову основу. Зателефонувавши всім знайомим музикантам і розпитавши про «Кино», він знаходить людину, яка знайома з Віктором. Це Олександр Ліпницький (пасинок Віктора Суходрева, особистого перекладача Брежнєва), який і представляє один одному Айзеншпіса і Цоя.
| | Дуже коротко я їх представив один одному, і вони відразу один одним зацікавились на професійній основі. Виявилось, що я попав абсолютно в точку. |
| — Олександр Ліпницький у передачі: Юрій Айзеншпіс. «Моя правда» (Україна). Телеканал СТБ. 12.10.2007 | |
Газеті «Новий погляд» (1994 рік) Айзеншіс розповідав, що він особисто зателефонував Цою у вересні 1988 року і вони зустрілись у саду «Ермітаж» на Каретному ряді.
У грудні 1988 року відбувається знайомство Цоя і Юрія Айзеншпіса. Цой не має забобонів щодо тюремного минулого Юрія. Айзеншпіс у своїй книзі пише, що вони обоє були потрібні один одному, оскільки концертна і гастрольна діяльність групи «Кино» «бажала кращого». Айзеншпіс береться за розвиток концертної діяльності вже відомого гурту. Доброю знайомою Айзеншпіса була Наталія Разлогова.
Через півтора місяця Айзеншпіс влаштовує концерт гурту в Будинку Культури Московського Авіаційного Інституту, чим засвідчує свої «організаторські здібності». Починають вибудовуватись гастрольні тури на 10-12 міст.
Імпресаріо гурту «Кино» Айзеншпіс стає з грудня 1989 року. На момент початку співпраці з Айзеншпісом, група вже була досить відома. Вже був записаний і зведений в домашніх умовах найуспішніший в творчому і концептуальному плані альбом «Група крові», після якого, за словами критиків, Цой міг, як мінімум 2 роки, нічого не писати. Тому робота з «Кино» також вивела і Юрія Шмільовича на новий зоряний рівень діяльності, дозволила йому заробити авторитет у своїй справі.
З кожного спільного концерту Айзеншпіс отримував приблизно 20 %, із решти коштів 40 % отримував Цой, і по 20 % залишалось на кожного з решти трьох музикантів гурту (тобто 20 % Айзеншпіс, 32 % Цой, і по 16 % кожен з решти учасників). Дохід від сувенірної продукції ділився навпіл з Айзеншпісом.
Організацією концертів займалася приватна продюсерська фірма з нехитрою назвою «ЮА», яку заснував Айзеншпіс. Працювала фірма з вісімдесят восьмого до дев'яностого року.

##### 1990 рік
— уривок інтерв'ю В. Цоя білоруській газеті «СоРОКа», 1991 рік
Цой кличе Бєлішкіна в Москву, разом з Айзеншпісом продюсувати групу, але Бєлішкін у січні 1990 року відмовляється. Тоді Цой пропонує Бєлішкіну надалі продюсувати групу в Ленінграді, але Бєлішкін теж відмовляється.
Третього січня 1990 року мав відбутись концерт Цоя в м.Миколаїв, але з невідомих причин концерт відмінили. У багатьох хронологіях концерт Цоя значиться або ж березнем 90-го, або ж вказується конкретно 11-е березня.
18 січня Нугманов приїжджає в Парк-Сіті на фестиваль Санденс в Солт-Лейк-Сіті. Віктор, Наташа і Каспарян вже в Лос-Анджелесі у Джоанни. (В книгах Маріанни це вказано під 1989 роком, а не 1990) Рашид Нугманов координує їх приїзд в Парк-Сіті і оплату квитків. 1989 року в Нью-Йорку відбулися прем'єрний показ фільму «Голка» (рос. «Игла») і невеликий концерт. На прем'єрі фільму була Д. Стінгрей разом з Рашидом.
20 січня проходить показ фільму «Йя-хха» на фестивалі Санденс в Парк-Сіті, а 24 січня — другий показ «Йя-хха» на цьому ж фестивалі.
25 січня — показ «Голки» на фестивалі Санденс в Парк-Сіті. Це найпрестижніший кінофестиваль США під керівництвом Роберта Редфорда. Фільм заявлений як «Особлива подія». Всі квитки на сеанс о 19:00 в головному кінотеатрі фестивалю Egyptian Theatre розпродані за тиждень вперед. Перед показом перед аудиторією виступає Р. Нугманов, а після показу Цой і Каспарян дають живий «електричний» концерт. Це перший і останній виступ «Кино» в США. За словами Наталії Разлогової, фільм показували при повному залі, хоча великих підстав для цього не було — звичайно, інтерес до Радянського Союзу тоді ще існував, але суть цього успіху зводилася до того, що Цой приїхавши на декілька днів раніше, з таким «живописним» гуртом — російською делегацією, прогулювалися серед гостей фестивалю, і ось Віктор настільки акцентував на собі увагу, що в результаті на його фільм прийшло набагато більше глядачів, ніж збиралося спочатку; а після показу фільму, коли Цой вийшов на сцену і його побачили вживу — до нього буквально наступного дня почали звертатися з пропозиціями продюсери, які були присутні на фестивалі, які вловили особливість Цоя як особистості. Вночі, 25 січня, в особняку, де живуть Рашид, Віктор, Наталія, Каспарян і Джоанна, влаштований прийом для американських і японських продюсерів.
26 січня проходить другий показ «Голки» і фотосесія Цоя, Каспаряна і Нугманова. Знімає канадська журналістка Каролін Лікер (Carolyn Lecker).
29 січня Рашид Нугманов у Джорджа Ганда в Рено, штат Невада, де вони проводять кілька годин на ранчо Джорджа, катаються на конях по пагорбах, а потім вилітають на приватному літаку Джорджа  разом з його дружиною Ярою Лі (кореянка з Бразилії) до вілли в Палм-Спрінгз. Джордж зацікавлений в новому проєкті Нугманова і спонсорує його поїздку в Сан-Франциско на зустріч з Вільямом Гібсоном. Нугманов планує відзняти фільм «Цитадель смерті».
31 січня японські компанії Little Magic Productions і Amuse Inc. пропонують вкласти до мільйона доларів в новий проєкт Нугманова і розкручувати Рашида і Віктора як «найяскравіші молоді таланти Радянського Союзу».
1 лютого Рашид Нугманов має зустріч з Біллом Гібсоном в Сан-Франциско. Барбара Катц, асистент Джорджа Ганда, влаштовує показ «Голки» для Вільяма Гібсона, а після показу Рашид і Білл всю ніч обговорюють сценарій нового проєкту «Цитадель смерті». На ранок Рашид вилітає в Лос-Анджелес до Віктора, Каспаряна і Джоанни.
2 лютого проходить демонстрація фільму «Йя-Хха» в Новому Орлеані (США), а 6 лютого Рашид і Віктор дають інтерв'ю в Нью-Йорку. За рекомендацією Нугманова, Цой приїжджає з Лос-Анджелеса в Нью-Йорк і живе в Сохо (Мангеттен) у режисера Обі Бенца (Obie Benz) за адресою: 33 Greene Street, App. 5E. Нугманов зупинився через квартал у режисера Філіпа Хааса (Philip Haas) на Mercer Street. Журналіст і фотограф Ендрю Олдс (Andrew Olds) бере інтерв'ю і фотографує Рашида і Віктора.
7 лютого Рашид і Віктор зустрічаються з Девідом Бірном  — лідером гурту Talking Heads, з яким Нугманов познайомився восени 1989 року. Рашид пропонує йому зіграти роль лиходія в новому проєкті «Цитадель смерті». На зустрічі присутні дружина Девіда Бонні (японка) і барабанщик Talking Heads Джеррі Харрісон. Після цього Віктор відлітає до Москви.
Взимку і весною гурт безперервно гастролював по Радянському Союзі, а на літо музиканти роз'їхались на канікули.
Навесні 1990 року на запрошення однієї з найбільших японських компаній «АМЬЮЗ» Віктор Цой з Джоанною Стінгрей їздили в Японію. Рашид Нугманов в Сіетлі був зайнятий написанням сценарію «Цитаделі смерті» з Вільямом Гібсоном, тому Рашид не поїхав до Японії, куди замість нього з Віктором вирушила Джоанна. В Японії Віктор Цой відвідав концерт «Всі південні зірки». Лідер «Всіх південних зірок» Кейсуке Кувата дуже здружився з Цоєм і подарував йому чорну гітару. «АМЬЮЗ» вирішила купити «Голку» і випустити платівку «Кино», а також запросити гурт на гастролі. З Японії до Москви з візитом-відповіддю приїздила делегація із 6-ти чоловік — представників «АМЬЮЗ». На осінь 1990 року були заплановані гастролі в Японії. На початку року в Японії вийшов диск з записом «Групи крові».
Зі своїм гуртом В. Цой гастролював Росією, Україною та Білоруссю. За сім місяців 1990 року Віктор Цой разом із гуртом дав понад 70 концертів по всьому Радянському Союзу.
Наприкінці травня 1990 року у гурту було 5 концертів в Іркутську, в тому числі по 2 в Ангарську і Братську. У Братську на гурт чекали погані умови з готелем, зі стадіоном для виступів (був суцільною руїною) і грошей за договором оплатити не змогли. Коли «Кино» відіграли перший концерт, Айзеншпіс скасував наступний, який мав відбутися 31 травня. На концерт прийшло багато людей. Цой дізнався від Айзеншпіса, чому той скасував концерт, і відповів: «Тоді я буду виступати безкоштовно». Сцена до того часу вже була демонтована, але Віктор не розгубився і вирішив співати під гітару.
Через день після Братська мав відбутись концерт у Донецьку. Але рейс Красноярськ — Москва було скасовано. Група поїхала у Свердловськ і Краснодар, а через день — у Донецьк. Донецький концерт було відзнято для ТБ.
Одного разу в Україні перетнулись маршрути гастрольних турів двох груп — «Ласкового мая» і «Кино», а гастролери опинились в одному готелі. Там і відбулось знайомство Віктора Цоя з Юрієм Шатуновим.
13-14 червня Віктор Цой дав свій останній концерт — в Ризі, на стадіоні «Даугава», який закінчився піснею «Змін потребують наші серця». 21 серпня збирався повертатись у Ленінград і вже купив квитки.
24 червня 1990 року на головному стадіоні Радянського Союзу «Лужники» (рос. Большая спортивная арена Олимпийского комплекса «Лужники») проходило свято газети «Московський комсомолець». Цього дня на сцені із 70 000 глядачів відбувся останній вихід гурту «Кино», який став наймасштабнішим у кар'єрі Цоя. Перед виступом у Лужниках йшов дощ, і в день виступу синоптики також прогнозували дощ. Пісня «Змін!» (рос. Перемен!) була останньою, яку Віктор заспівав зі сцени. До 2010 року факел над стадіоном «Лужники» запалювали лише двічі: на відкритті олімпіади в Москві, і через 10 років після цього, коли на сцену вийшов гурт «Кино». Виступ Цоя тривав близько години. Вів останній концерт гурту «Кино» Артур Гаспарян.
— уривок інтерв'ю В. Цоя газеті «Вечірня Уфа», квітень 1990 року
1990-го року після гастролей гурту країною менеджер Юрій Айзеншпіс робить Віктору Цою подарунок — автомобіль Москвич-2141. Це був другий автомобіль Віктора — першим, «Жигулі», він їздив біля року.
Наступного дня після московського концерту Віктор Цой поїхав до Латвії, на відпочинок у рибацьке село. Це була запланована відпустка. З собою він взяв портативну студію. Разом з ним до Латвії поїхали син і Наталія. В рибацькому поселенні під Юрмалою Цой з Юрієм Каспаряном під акустичну гітару розпочали запис матеріалів для нового альбому. Віктор винаймав будинок у селищі Пліенціемс (Plienciems), яке також відоме тим, що в ньому немає вулиць, а будинки не мають номерів. Натомість кожен будинок має свою назву. Віктор винаймав будинок під назвою «Geltini», до якого приїжджав майже кожного літа. Як місце відпочинку хутірець біля Тукумса вибрали через те, що Наталія Розлогова відпочивала в ньому зі студентських років. Віктор там відпочивав з 1989 року. Там була невелика філологічна тусовка, невелика компанія друзів Наталії.
Віктор (особливо останні 2-3 роки) тримав на дистанції журналістів і «фанатів». Проте, Юрій Бєлішкін заперечує, що Віктор не любив спілкуватись з журналістами, — все залежало від людей. З фанатами Віктор намагався не давати приводу і завжди тримав дистанцію; в автографах не відмовляв, але людей спеціально не провокував. Віктора обтяжувало впізнавання на вулиці.
Робочий запис «Чорного альбому» було зроблено в Латвії, в Тукумсі. Віктор вже перебував тут після того, як 24 червня 1990 року гурт відіграв свій концерт в Лужниках. Гур'янов займався купівлею власного автомобіля, на якому повинен був приїхати в Латвію. З собою Гур'янов привіз ту саму знамениту апаратуру, яку привезла Джоанна. До того часу у Віктора вже були записані на касету заготовки під гітару. Після опрацювання альбому, Гур'янов забрав касету з собою і о 17:00 вечора 14-го серпня поїхав до Петербурга. 15-го серпня вночі, близько 6:00 ранку, Гур'янов приїхав до Петербурга. Після сну до 14:00 поїхав у гості, де його видзвонила Маріанна з трагічною новиною. Після цього Георгій Гур'янов взяв з собою дружину і Мар'яну, і поїхав до Тукумса.
В грудні 1990 року Бєлішкін покидає гурт «Кино». Юрій Айзеншпіс був імпресаріо гурту «Кино» 8 місяців: з грудня 1989 до 15 серпня 1990 року.

### Смерть в автокатастрофі
· Місце загибелі на мапі OpenStreetMap

· Схема ДТП

· Від озера Ріделю Дзірнавезерс (де Цой швидше за все рибалив перед автокатастрофою) до місця загибелі Віктора 5 хв їзди (6,6 км)

Того дня Наталія занепокоїлася і поїхала шукати Віктора. Вона знайшла автобус у річці, поїхала в найближче містечко, де усе і з'ясувалося. Хоча протоколі записано, що він заснув, у це не вірить ніхто з близьких. У вбивство Маріанна не вірить. Юрій Каспарян повернувся з Балтики 13 серпня — за два дні до трагедії.
За офіційною версією 15 серпня 1990 року на короткій (5,6-13км) ділянці звивистої дороги шириною менше 5 метрів, з підступаючими до узбіч деревами, Віктор розігнав автомобіль Москвич-2141 до швидкості не менш 100 км/год, вилетів на зустрічну смугу і зіткнувся з автобусом Ікарус-250, який їхав на швидкості не менш 70 км/год. Смерть Віктора настала миттєво. Водій автобуса не постраждав. ДТП відбулося без жодних свідків. Розслідування не розглядало версію «підлаштованої» трагедії. На місці автокатастрофи гальмівного сліду автомобіля «Москвич» чи автобусу Ікарус-250 не було. Кримінальну справу слідчий не порушувала — за згодою прокурора, «у зв'язку з відсутністю складу злочину в діях водіїв». Судово-медичні, трасологічні та інші експертизи не проводилися. Через три роки справа була знищена.
Юрій Айзеншпіс на місце трагедії не приїжджав, пославшись на те, що на авто поїхав до Ленінграда (з Москви це 715 км), оскільки квитків на авіапереліт в Латвію (з Москви до Слоки 957 км) не було. З Ленінграда до Слоки — 617 км.
1995 року до Тукумса приїздило японське телебачення.

## Поховання Віктора
В супроводі Каспаряна, Тихомирова, Наташі і Маріанни тіло Віктора привезли з Прибалтики в Ленінград 17 серпня в п'ятницю. Їх зустрічали Рашид Нугманов, Микола Михайлов. Тіло Віктора з Тукумса везли автобусом. Каспарян і Маріанна їхали попереду, оскільки вони везли Сашу. Автобус з тілом їхав позаду і повільно, тому Маріанна до міста прибула швидше і вже знала, в який морг його везти. В моргу Ленінграда Наталія і Маріанна відкривали труну, після чого вони закрили Віктору лице чорним полотном, оскільки, за словами Маріанни, Віктор не дозволяв собі з'являтись на людях «не в формі».

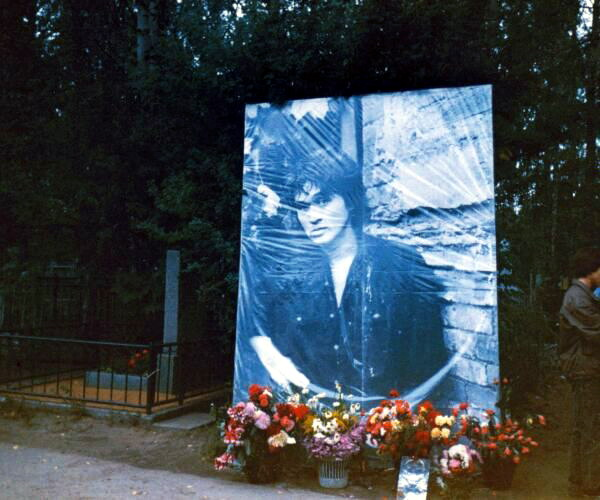
Фотографія, зроблена в день другої річниці його смерті в серпні 1992 року. Могила В. Цоя на Богословському цвинтарі в Петербурзі

17 серпня проходила екстрена нарада в Лендержвиконкомі з приводу похорону Цоя. Присутніми були Микола Михайлов і Рашид Нугманов.
Учасники гурту «Кино» зібрались ввечері в студії ЛенТБ і в прямому ефірі звернулись до своїх шанувальників з проханням поводитися якомога спокійніше.
Про поховання в суботу не йшлося, бо в Ленінграді «така хвиля, стільки народу, що потрібно якийсь час, щоб інформація поширилася — де і коли…»
Тіло з моргу забирають вранці 19 серпня Наташа, Рашид і Свін.
19 серпня його поховали на Богословському цвинтарі в Ленінграді. На похорон Віктора прийшли 50 тисяч людей. Замість оголошеної організаторами похорону години поховання о 12:00 дня, тіло Цоя було віддане землі зранку — о 10:00 год, тому самі похорони пройшли практично при п'яти особах. Труну опускають в могилу раніше оголошеної години, щоб уникнути інцидентів. Ніхто не бачив Віктора Цоя мертвим — його поховали в закритій труні. На похорон приїхала велика кількість людей, серед яких розпрощатись із Віктором приїхали й відомі музиканти і актори. Біля могили стояли: Маріанна Цой — офіційна дружина Віктора, син — Олександр, поряд із ними Наталія Разлогова — близька подруга Цоя. В Ленінграді фанати гурту «Кино» декілька днів не покидали могили.
Квіти до могили Віктора клали Андрій Макаревич, Артем Троїцький, Джоанна Стінгрей, Сергій Курьохін, Костянтин Кінчев та ін.
Загадкова смерть Цоя шокувала безліч його шанувальників. Кілька фанатів навіть наклали на себе руки: 45 підлітків по всій країні. За іншою інформацією, за даними телепередачі «600 секунд» у перші дні після загибелі Віктора лише в Ленінграді число самогубств підскочило на 30 відсотків.
— журнал «Сельская Новь» цитує лист в редакцію Наталії К., 16 років.
Після вищезазначених подій Маріанна погоджується дати інтерв'ю «Пионерской правде», оскільки видання розраховане на молодь, а в редакцію приходять листи такого ж змісту. Маріанна звертається до молоді зі словами, що Віктор не схвалив би такі вчинки з собою. Що Віктор завжди вважав, що це не вихід і що він дуже любив життя, любив сонце.
|                                                                    | Деякі поети спалюють себе самі. Хто сумнівами, хто горілкою, хто скаче з дахів. Цой був далекий від цього всього. Він вважав, що людина повинна жити. Позбавляти себе життя — не наша справа. Коли трапилось нещастя з Сашою Башлачовим, Віктор сильно жалів його, але його вчинок не приймав. |
| — уривок з інтерв'ю Маріанни газеті «Піонерська правда», 1990 рік. | |
Після загибелі Віктора його близькі воліли не спілкуватись із журналістами. Наталія Разлогова дасть єдине інтерв'ю російським журналістам через рік після трагедії, в якому проситиме не називати її дружиною Цоя, оскільки вони були близькими друзями останні три роки життя Віктора, не були одруженими, а у Віктора є син і дружина в Санкт-Петербурзі. Юрій Бєлішкін зазначав, що в цьому інтерв'ю у неї щось запитали про Віктора і вона зробила таку паузу, що стало зрозумілим — для неї ці відносини не були чимось визначальним в її житті; так, ніби вона вже забула це ім'я. Більше з журналістами Наталія не спілкувалась. Через деякий час вийшла заміж і виїхала з Росії. Бєлішкін вважає, що вона після цього ніколи не давала інтерв'ю, бо не хотіла говорити правду, а брехати не було сенсу; що діло не в тому, що вона не хотіла ворушити пам'ять. Син Віктора Цоя (народився 1985 року) станом на 2005 рік все ще відмовляється давати інтерв'ю журналістам.
За легендою, знайдені після аварії в автомобілі вцілілі записи згодом будуть видані і отримають назву «Чорний альбом».
21 серпня зустріч Нугманова і Цоя,котра була призначена на «Мосфільмі», в студії Сергія Соловйова «Круг», скасована через загибель Цоя.

## «Чорний альбом» і спроба заміни соліста «Кино»
«Чорний альбом» — збірка музичних композицій «Кино», випущена після смерті Цоя. Цей останній альбом музиканти гурту «Кино» змогли створити менш ніж через місяць у Франції, в студії, що робила ремастеринг за 20 місяців перед цим альбому «Останній герой». Альбом не мав назви, тому у знак трауру за зниклою зіркою отримав ім'я «Чорний альбом». Був представлений у Москві в січні 1991 року, і став найпродаванішим в історії року в Росії. Це закріпило місце «Кино» на вершині історії російського року, та місце героя Віктора Цоя в якості легенди російського року. У телепередачі «Діти хвилин» (2008 рік) наводилася інформація щодо Юрія Айзеншпіса, що відразу після загибелі Віктора Цоя, Юрій придумав «якийсь піар-хід», згідно якого касета з демозаписом альбому нібито перебувала в автомобілі Віктора Цоя, і в момент аварії сам носій залишився неушкодженим. В цій телепередачі Айзеншпіс давав інтерв'ю і описав цю подію наступним чином: «початковий, вихідний матеріал — була компакт-касета, яка перебувала в машині, в якій Віктор потрапив в автокатастрофу. Вона була в коробочці. Сама коробочка розбилася, а касета збереглася і залишилася».
І лише багато років після такого «піар-ходу», у 2005 році, коли Айзеншпіса нестало, гітарист Юрій Каспарян спростує інформацію щодо цього альбому, і розповість, що він особисто забрав касету і віз її у Санкт-Петербург в своєму автомобілі за день до трагедії. Тому в момент трагедії касети з альбомом в автомобілі не було, а ранком 15-го, близько шостої години, Георгій з нею вже був у Петербурзі.
«Чорний альбом» був першим альбомом, продюсером котрого був Айзеншпіс. У вересні-жовтні Айзеншпіс організував запис на «Російському відео», в Москві, на дачі Берії, а після цього учасники гурту поїхали до Парижа все зводити. Допомагали випустити альбом Наталі і Жоель (котрий станом на 2005 рік працював культурним аташе Франції в Москві).

Альбом, був представлений у Москві в січні 1991 року, і швидко став найбільш продаваною рок-історією в Росії, зміцнюючи місце «Кино» в історії російського року. Вініловий диск вийшов у світ з траурним дизайном — без жодного напису, з фотографією-вікном на абсолютно чорному конверті. Альбом став платиновим — фанати розкупили увесь наклад — мільйон примірників (за іншою інформацією 1 200 000 примірників). 

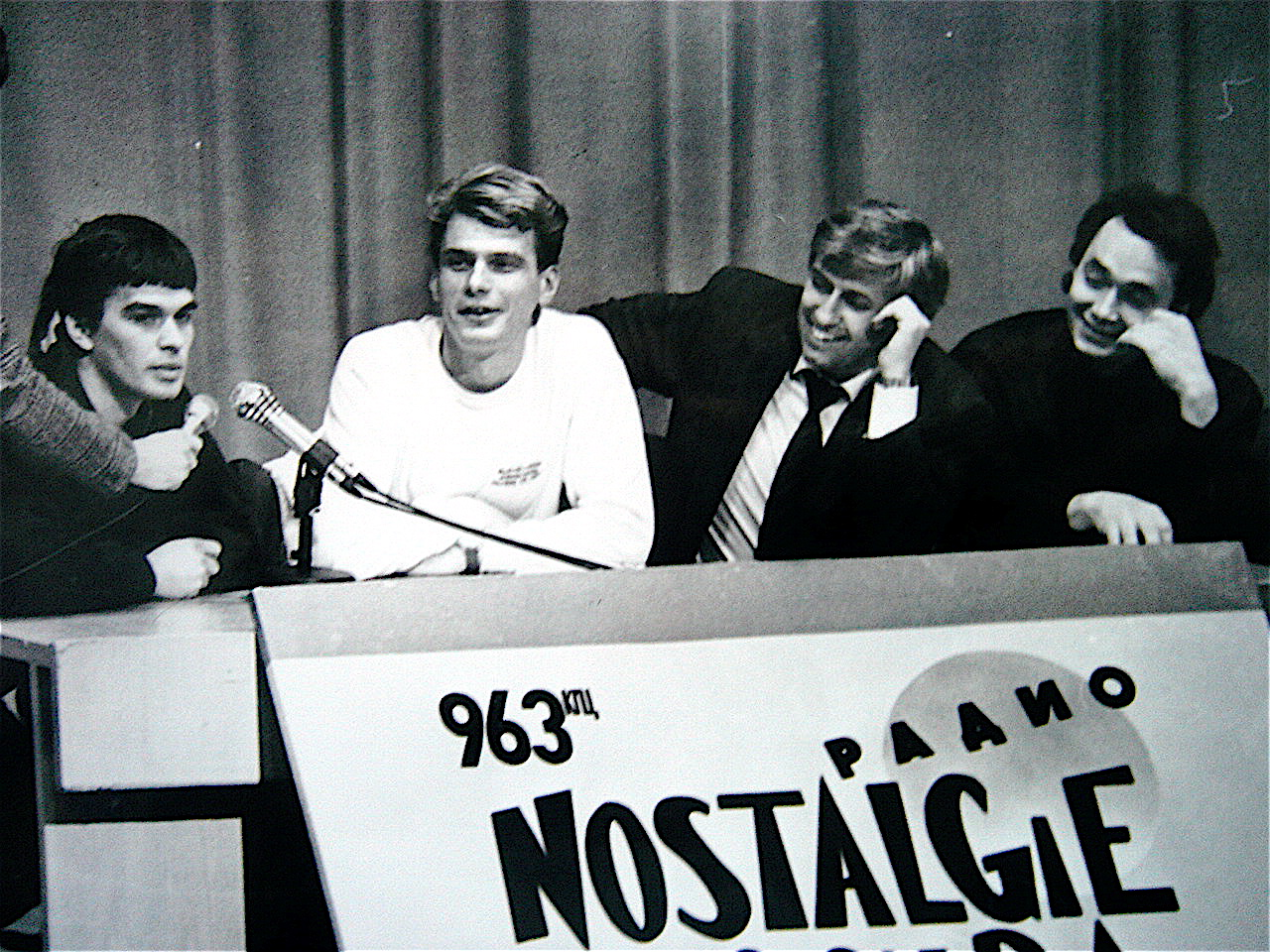
Зліва направо: Каспарян, Додолєв, Айзеншпіс та Тихомиров на презентації «Чорного альбому»

 Айзеншпіс також випустив поліграфічну і сувенірну продукцію, пам'ятні набори: поліетиленові пакети з портретом Цоя, маленький буклет і двосторонні плакати (все разом ціною 15 рублів (близько 3 доларів); окрім плакатів з набору, реалізовував ще два мільйони плакатів. На померлому артистові Айзеншпіс заробив ім'я та 4 мільйони доларів — за такі гроші він міг купити приватний літак і розкішну віллу в Америці. При цьому зовсім не враховував інтереси рідних і близьких Віктора. У своїй книжці Айзеншпіс згадує, що для випуску альбому йому довелось взяти кредит у розмірі 5 млн рублів (більше мільйона доларів) в Черемушкінському відділенні МІБу. Поручителів Айзеншпіс знайшов через Олександра Гафіна (у 2011 році це віцепрезидент Альфа-Банку), який познайомив його з головою однієї з організацій ветеранів Афганістану. І що йому допомагали і приятелі-комерсанти, а також Сергій Козлов, який згодом став одним із замміністрів. Посмертний альбом приніс Юрію Шмільовичу 24 млн рублів. Альбом вперше в пострадянській історії було випущено незалежно від абсолютного монополіста на ринку звукозапису — фірми «Мелодія». У своїх інтерв'ю Айзеншпіс розповідав, що гроші, в тому числі, підуть і на увіковічення пам'яті Цоя шляхом випуску нових платівок і перевипуском їх, на випуск книги, організації виставок, а якщо буде дуже багато грошей, то вони втілять в життя мрію Віктора Цоя з Діснейлендом в Москві. Хоча Віктор мріяв лише побувати там.
У пресі було оповіщено, що квиток на презентацію останнього альбому «Кино», обіцяну ще на 19 грудня, буде коштувати 150 рублів. Айзеншпіс це пояснював тим, що це світський захід, а західні мірки передбачають хорошу плату за такий захід.
Проте, після успіху «Чорного альбому» Айзеншпіс не хоче втрачати прибутковий проєкт і робить ризикований крок — знаходить Вікторові Цою заміну — нового вокаліста «Кино». Цією заміною повинна була стати невідома співачка з таким же прізвищем — підтверджує Аніта Цой (Анна Сергіївна Кім):
| | — Мене звуть Юрій Шмілєвич. Ви знаєте, що я був продюсером групи «Кино»? — Ні. — Ну, групу «Кино» ви знаєте? — Так. — Я пропоную вам розглянути питання солірування в цій групі. Я подумав, а чи не почати все спочатку, лише жіночим голосом? — Ні, ви не порядна людина. |
| — переказує свій діалог з Айзеншпісом Аніта Цой у передачі: Юрій Айзеншпіс. «Моя правда» (Україна). Телеканал СТБ. 12.10.2007 | |
У своїй практично автобіографічній книзі «Віктор Цой і інші» Айзеншпіс називає Маріанну «скандальною бабою» та «жінкою з низьким пролетарським походженням», і звинувачує її в тому, що це вона спровокувала розмови, ніби Айзеншпіс експлуатує смерть Цоя і славу «Кино» для власного збагачення.
В альбом увійшли 9 пісень написаних у різний час. Всі пісні, окрім «Слідкуй за собою» (вона була записана на «Мосфільмі» коли писали музику для «Асси») були новими. Не всі пісні, які Віктор підготував для альбому, ввійшли у випущений альбом. Вони згодом увійшли в так званий альбом «Невідомі пісні».
Згодом, після «Чорного альбому» зусиллями вдови Мар'яни світ побачив альбом «Невідомі пісні Віктора Цоя (1992)».

## Фонд Віктора Цоя
У Москві Айзеншпіс створив Фонд імені Віктора Цоя, і, поряд з презентацією посмертного диска (відбулась в Москві 12 січня 1991 року в Московському палаці молоді), рекламував номер рахунку Всесоюзного благочинного фонду Віктора Цоя: 7000811 в Головному управлінні Держбанку СРСР по м. Москва, МФО 201791.
Маріанна про Фонд:
|                                                    | — Маріанна, що зараз відбувається з Фондом Віктора Цоя? Я часто читаю: Фонд, Фонд, але повідомлення досить суперечливі і часто віддають зайвою мрійливістю… — Я максималіст за вдачею: мені або погано, або добре, середини майже не буває. Мені зараз дуже не хочеться помилитися, або у всякому разі я хотіла б, щоб у пресі це не було дуже бугристо, тому що у мене з Юрієм Айзеншпісом (менеджер «Кино», москвич) складні відносини тобто я й не припускала, що вони будуть прості (хороші чи погані — це інша справа). Працюючи останні роки два з Вітею, він знав, звичайно, що в Ленінграді у Цоя якась дружина з дитиною, але не уявляв, що доля поверне так, що йому доведеться зі мною часто спілкуватися. Коли Айзеншпіс став робити цей Фонд, з'ясувалося, що нікуди один від одного не дітися. Я йому категорично не подобаюся зі своїми інтелігентськими ленінградськими замашками, я йому заважаю, весь час кажу поперек, загалом, дію на нерви, а він мені діє точно так само. Але, оскільки Фонд, якщо він хоче вижити, не може існувати без авторського права, нам доводиться існувати разом. |
| — уривок з інтерв'ю газеті «Смена», 21 червня 1991 | |
На організований рахунок перераховувались величезні кошти, але ні батьки Віктора, ні вдова з сином не одержали хоч скільки-небудь значущої суми. Попри те, що фонд Віктора Цоя зібрав величезні кошти, ніхто досі не підіймав питання про те, на що саме пішли ці гроші. Зникла значна частина коштів Фонду Віктора Цоя, яка, згідно зі здогадами, йшла на розкрутку гурту «Технологія» (з яким співпрацював саме Айзеншпіс).

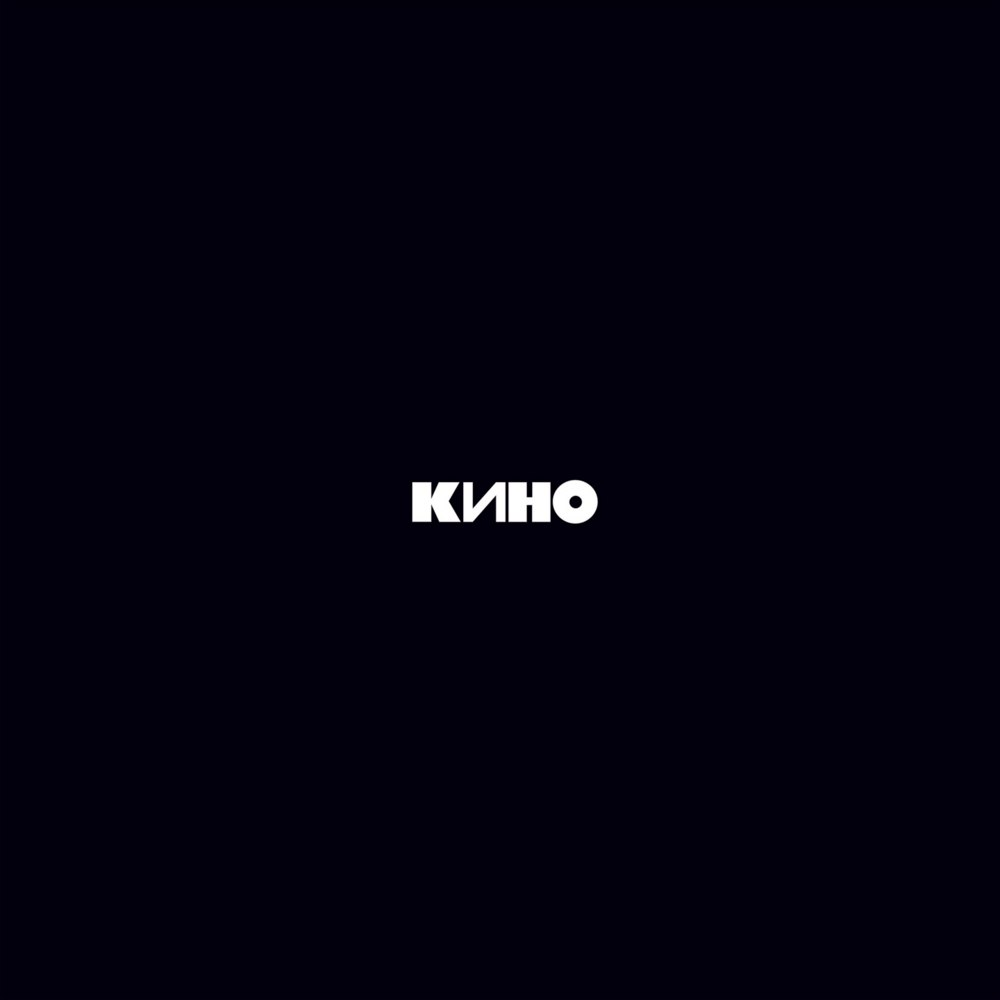
Дизайн CD-альбому «Чорний альбом»

## Авторські права на творчий доробок
Після путчу ГКЧП, коли французькі партнери гурту «Кино» приїхали в Росію, вони застали ситуацію, що повсюди продаються піратські платівки «Останній герой», які були просто переписані з CD, а жодних документів щодо авторських прав не існує, і немає адвоката, який би цим всім займався. У інтерв'ю, яке дав Жоель Бастінер Олександрові Ліпницькому, він зазначав, що сам звертав увагу на повну відсутність документів щодо авторських прав, після чого бандити запропонували йому послугу із вбивства якихось людей і повідомили, що він пізніше собі заробить на цьому альбомі грошей. Жоель так і не зміг вияснити, хто винуватий в такій ситуації. Далі, в інтерв'ю, Жоель розповідає, що він не знає, чи до такої ситуації причетний лише один Айзеншпіс, чи з кимось. Жоель Бастінер не дуже симпатизував Морозову. За мовчання Гур'янову запропонували в подарунок автомобіль. Через 7 років Маріанна зателефонувала Жоелю в Париж — вона знайшла фінансові засоби, запропонувала купити, і викупила в Жоеля права на альбом «Останній герой». Жоель, оглядаючись назад в ці історичні часи — нікому не дорікає за цю ситуацію. Лише у 2005 році Каспарян розповість, що демо-касету з записами пісень, частина з яких увійде у «Чорний альбом», він особисто забрав за день до загибелі Віктора.
У своїй книзі Айзеншпіс пише, що одного разу до нього прийшов знайомий підприємець із «Мороз Рекордз» (заснована в 1992 році Олександром Морозовим) і захотів випустити «Чорний альбом» на компакт-дисках (CD), що входили в моду, і Айзеншпіс просто поступився йому правами — віддав задарма, через що втратив декілька мільйонів доларів і забезпечив деяким людям цілі статки. Свій вчинок він пояснює тим, що не уявляв всіх фінансових масштабів і що хотів припинити всі розмови за своєю спиною.
За щасливим збігом обставин, на французькій студії «Studio du Val d'Orge» збереглися багатоканальні плівки з роздільним записом вокальних партій і інструментів гурту «Кино», які студія записувала в січні 1989 року для диска «Останній герой». Орієнтовно у 1999 році Маріанна викупила всі ці унікальні матеріали у французького звукорежисера Патріка Клерка. Було випущено диск «Печаль» з електронними версіями пісень, обробкою яких займався петербурзький музикант Рикошет.
Маріанна Цой стала власницею прав на пісні свого чоловіка після його смерті. Вона пережила Віктора на 15 років і померла від раку в 2005 році. Айзеншпіс теж помер 2005 року. Маріанна вважала, що людям, які використовували Віктора заради наживи, він був потрібен як монумент, а імідж «чорної людини в чорному» був невірно прочитаний основною масою глядачів як «строгий герой у чорному». Після смерті Віктора зуміла позбутися від Айзеншпіса і вибудувала систему-імперію «Віктор Цой», на відрахування від якої вони з сином жили (половину доходів віддавала батькам Цоя).
У 2011 році Олександр Цой продав права на пісню «Далі діяти будемо ми!» за 1 млн американських доларів російському банку (пісня стала його гімном). За словами банкіра, права на хіт групи «Кино» він придбав у сина Віктора Цоя Олександра на початку березня, а  Moroz Records вів переговори від імені бізнесмена. З 2011 до 2017 року спадщиною Віктора Цоя могли розпоряджатися і представники компанії «Музичне право», яким Олександр дав таке право. Будучи лише посередниками між спадкоємцями і користувачами, компанія називала себе єдиним правовласником усієї творчості Віктора Цоя, відомості про отриманий дохід спадкоємцям не надавала, ініціювала позови з користувачами без підстав і згоди Олександра, забороняла використовувати композиції навіть синові Віктора Цоя. Олександр подав до суду, і рішенням Басманного суду від 07 червня 2017 р. договір з компанією «Музичне право» був визнаний недійсним. Виняткові права на творчу спадщину Віктора Цоя належать його синові Олександру Цою в 3/4 частки і батькові музиканта Роберту Максимовичу — 1/4 частки, — тепер тільки Олександр має право укладати договори на використання музичної спадщини батька.

## Пам'ять
— Віктор Цой
Пісні Цоя залишаються популярними серед молоді й донині. Музично-мистецькі твори продовжують знаходити свою аудиторію і досі мають свій вплив у країнах пострадянського простору.
Ні слава, ні гроші, які прийшли до Віктора в останні 2 роки його життя, не змінили його. Айзеншпіс стверджував, що в його пам'яті Цой назавжди залишився добрим, чесним і скромним хлопцем; він був домашньою людиною, абсолютно не вередливою в побуті; і що він  ніколи не бачив, щоб Цой на кого-небудь накричав чи образив, але його авторитет у групі був беззаперечним і дисципліна майже залізна. Віктор розмовляв тихо, але в голосі відчувалася воля.
Марина Смірнова (зіграла роль Діни в фільмі «Голка») в клубі «Б-2» 21 червня 2007 року зазначала, що вважає, що яким він був, таким він би був і тепер. Кінооператор фільму «Голка» Мурат Нугманов вважає, що кіноакторів у радянському кіно, подібних Віктору Цою, саме в такому плані не було, — що величезна удача, що така людина трапилася, з величезною внутрішньою харизмою, з величезним талантом як музикант, як поет великий — це велика рідкість.
Георгій Каспарян вважає, що якби не трагедія в Тукумсі, відбувся б незначний спад популярності, а після цього вихід на стабільний, доволі високий рівень, типу вітчизняних The Rolling Stones, якби Віктор не захопився серйозно кінематографом. Бо тоді б, знімався б десь у Японії і приїздив би два рази на рік назад — грати концерти і записувати альбоми.
Рашид Нугманов (режисер фільму «Голка») впевнений, що коли б не загибель, Віктор вийшов би на міжнародний рівень не лише як музикант, а і як актор. Після успіху «Голки» Рашид Нугманов планував відзняти ще один фільм за участю всіх учасників групи «Кино». Переговори велися з американським продюсером Едом Прессманом та кінокомпанією «Мосфільм». Фільм повинен був називатися «Діти сонця». Але після загибелі Цоя все було закинуто на довгі роки.
Юрій Айзеншпіс стверджував, що популярність Віктора переважала популярність усіх разом взятих зірок, з якими працював Айзеншпіс. І що, коли б Віктор був живий, всі б мали нагоду спостерігати вищий зліт творчості Віктора, і він міг би стати відомим кіноактором.
Жоель Бастінер (аташе Франції в Москві) стверджував, що персонально Цоєм зацікавилися французькі кінорежисери.
В інтерв'ю Олександру Мілкусу для «Красноярського Комсомольця» від 29 серпня 1989 року Віктор Цой зазначав, що хотів би знімати фільми як продюсер — сам би писав музику і сценарій, сам би набирав акторів, якби у нього була можливість самому знімати.
Після смерті Віктора конкурс серед абітурієнтів на вступу в СПТУ-31 (Санкт-Петербург, вул. Стійкості, 30) становив 100 чоловік на місце — шанувальники йшли слідами свого кумира.

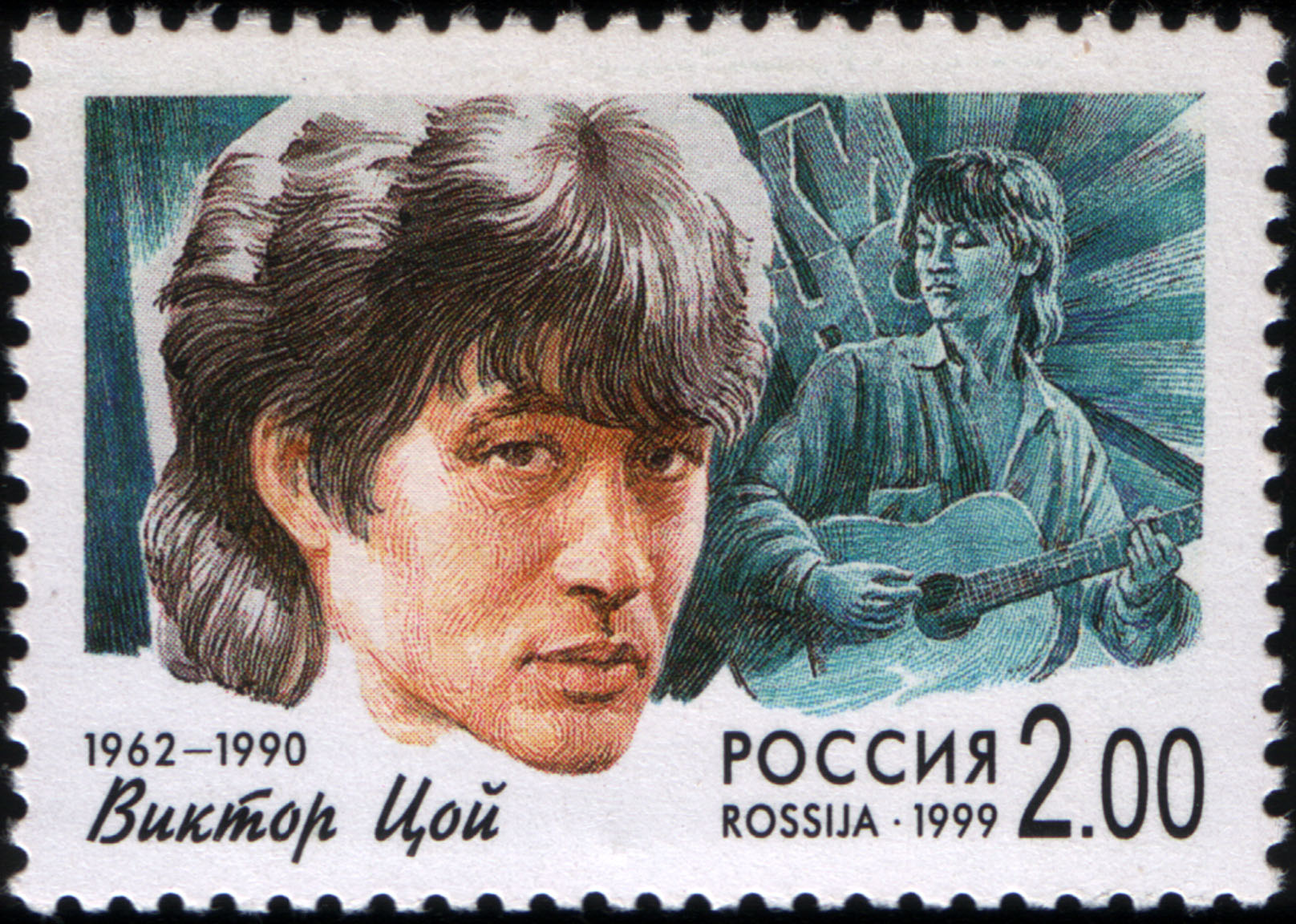
Поштова марка Росії із серії «Популярні співаки російської естради», присвячена Вікторові Цою, 1999, 2 рубля (Michel 762, Scott 6548)

Після загибелі Віктора на Богословському кладовищі виникла комуна, і біля могили Віктора увесь рік (станом на жовтень 1991 року) жили прихильники його творчості. Загалом, прихильники біля півтора року практично жили на кладовищі біля його могили.
Після 20 років з дня загибелі Віктора його могила все ще потопає в квітах. Пішовши з життя, В. Цой став на початку 90-х років справжнім молодіжним пророком, міфічним культурним героєм, став позачасовим кумиром для більшої частини радянських підлітків.
Адаптовані тексти групи «Кино» співає корейський рок-співак Хан Де-Су, рок-група «Yoon Do Hyun». У Канаді є сайт англійською мовою, присвячений «Кино» і Віктору Цою. Нью-Йоркська група Exit («Вихід») грає пісні «Кино», перекладені на англійську мову. Девід Браун з американського гурту «Brazzaville» написав англомовну версію пісні Цоя, дуже особисту, про смерть дуже близької людини, але загальний зміст вийшов таким же. Відомий англійський діджей Paul Oakenfold включив в свою платівку «Pop Killer» ремікс на пісню «Змін!» гурту «Кино». Пісні Віктора Цоя переспівуються російськими рок-музикантами та гуртами: Земфіра («Спробуй заспівати разом зі мною», «Печаль» і ін), Мумий Тролль (пісня «Малюк»), ДДТ («Зозуля» і ін), Аліса («Спокійна ніч»), Акваріум («Мама-анархія»), Ю-Пітер («Печаль», «Закінчиться літо», «Група крові» і багато інших), Браво («Коли твоя дівчина хвора»), Filatov & Karas (ремікс «Залишитися з тобою») і тд. Безліч музикантів, музичних гуртів згадують Віктора Цоя, присвячують йому пісні, переаранжировують його твори. Гурт «Ю-Пітер» в 2010-му році записав і випустив пісню «Діти хвилин» на вірші Віктора Цоя, написані ним в 1988 році. Вірші покладені на музику В'ячеславом Бутусовим і Юрієм Каспаряном.
Цой навіть надихнув астрономів з Кримської астрофізичної обсерваторії в Науковому, які назвали  астероїд 2740 Цой на його честь.
У 2010 році тиражем 1962 одиниці було випущено срібну монету (проба 999) «Віктор Цой» номіналом 2 новозеландських долари. Монета діаметром 40,0 мм, товщиною 2,650 мм, вагою 31,10 г (1 ун.), має номерний сертифікат з голографічним захистом і розкішний дерев'яний лакований футляр. Якість карбування: пруф-лайк з кольоровим фотодруком на поверхні. Емітентом є острівна держава Ніуе. Монетний двір ПАМП (Швейцарія). Монету випущено з дотриманням авторських прав.
В 2011 році Бориса Грєбєнщікова, який особисто знав Віктора Цоя, запитали, — «яку б музику Віктор грав сьогодні, якби не загинув?» Борис Грєбєнщіков відповів: «Я за Вітьку відповідати боюся, він як геній — людина непередбачувана».
21 червня 2012 року компанія Google присвятила дудл до 50-річчя Віктора Цоя — картинку на основі логотипа Google, яка з'явилася на головній сторінці пошуку, було стилізовано під стіну Цоя.
У 2012 році на Фіджі було випущено срібну монету (проба 999) номіналом 10 доларів Фіджі, присвячену 50-річчю від дня народження Віктора Цоя. Маса монети 20,00 (±0,20) г, тираж 8000. На аверсі у центрі зображено портрет Її Величності Королеви Великої Британії Єлизавети II. Навколо напис «ELIZABETH II», «10 доларів», «Фіджі», «2012». На реверсі, на зворотному боці, в кольорі зображено портрет Віктора Цоя, поєднаний із зображенням фрагмента «стіни Цоя» (що знаходиться в Москві на вул. Арбат) з написами фанатів. Зліва зображена гітара, а також фігура співака, що йде по алеї. Виробником є «HelveticMint» (Швейцарія).
На майданчику перед Державним Центральним концертним залом «Росія» (Москва), є «Площа зірок» де є пам'ятні знаки на честь видатних діячів естрадного мистецтва, в тому числі Віктору Цою. Ймовірно, з 2006 року площа є втраченою.

#### Пам'ять у формі вираженоїзаштампованостіінародної психології
Частина публіки притримується думок, що у Цоя був стиль, навіяний бойовиками за участю Брюса Лі, що у нього було «бажання показатися» з нальотом «мафіозності» і «таємничості», що стиль злочинних структур почав імпонувати Цою після знайомства з Айзеншпісом.
Втім, такі алюзії були навіяні бойовиками самою публікою. Одяг і пластика тіла Віктора були натхненні духом рок-руху: чорний колір — стилістичне вираження в рок-культурному русі, а пластика тіла, — продовження вираження гри на барабанах, електрогітарі, електробас-гітарі; продовження вираження контркультурного андеграундного руху, продовження тем, позицій, повідомлень, які охоплював у своїх виступах Цой. Протилежна позиція є вираженням заштампованості і «народної релігії» з народною психологією, що нав'язані, на додачу, через рекламу й інші медіа. Володимир Висоцький віддавна звертає на це увагу у своїх творах, зокрема, він розвінчує такі забобони докором рос. "Жалею вас, приверженцы фатальных дат и цифр!" у своїй пісні «Клікушам і поетам» рядками зверненими до людей, які мають досвід таких вірувань, що беруть своє походження в народних традиціях і вірі в числа, явища або практики, які не приймаються наукою або загальновизнаними релігійними догмами, але які могли лише споглядати та мислити в термінах дат і чисел. Крім того, мотиви лірики пісень Віктора підказують, що акценти мають бути направлені в сторону життя.
Майк Науменко (помер через 1 рік і 12 днів після Цоя) щодо цього сказав: «У нашій країні бажано загинути, щоб стати остаточно популярним». Звукорежисер і продюсер Андрій Тропілло (директор Ленінградського відділення «Мелодії» — монополіста звукозаписувальних студій у СРСР) додав, що Цой «пішов вчасно» в тому сенсі, що його пізні роботи, на думку Андрія, слабші ранніх, а подальша творчість була б ще гіршою.
|                                                                 | Різні дрібні видавництва формують у читача певний погляд на життя і творчість Віктора і, як правило, погляд помилковий. Безладно зібрані газетні статті, перші, які потрапили до невдалого укладача чергової збірки і випущені окремим виданням, ніколи не проллють світло на те, ким був насправді Цой і що він насправді робив. На жаль, більшість цих статей написали люди некомпетентні, і які не володіють питанням. Звідси й поширена серед людей думка, що творчість Віктора — це, нібито, мистецтво тинейджерське, підліткове і розраховане саме на цю категорію слухачів. Ми можемо, не проводячи прямих паралелей у технічних питаннях, а говорячи про суть, сказати, що пісні Віктора такі ж підліткові, як пісні «Бітлз» чи романи Булгакова. Якщо це подобається підліткам, то зовсім не очевидно, що іншим віковим категоріям це буде нудно і нецікаво. |
| — Маріанна Цой і О. Рибін у своїй авторській книзі «Віктор Цой» | |

### Політика навколо пам'яті
- Журнал рос. «„Элементы“ Евразийское обозрение», який почав видаватися Олександром Дугіним з червня 1992 року в основному публікує статті про так зване «євразійство». У властивій цій ідеології манері інтерпретації подій («Віктор Цой — євразієць»; «ні атлантизму!»; «вірність арійському Сонцю» (про альбом «Зірка на ім'я Сонце») та ін.), у статті від 1992 року інформацію про Віктора Цоя журнал подавав таким чином: «в час, коли суспільство переганяли з пастки комунізму в пастку демократії»,[124] «Цой, при всій його популярності, був все ж підкреслено «відірваний» від конкретної реальності, й тому міг бути більш-менш адекватно сприйнятий лише молоддю, а ось популярність Талькова — явище іншого роду: вона вийшла за межі молодіжного середовища».[124] «Цьому допомогли більш конкретні тексти його пісень — творчість Талькова, на відміну від Цоя, пронизана політичною тематикою»,[124] «а не лише соціальним протестом і закликами до внутрішнього оновлення». Через це потенціал Цоя був все ж ще занадто вузьким і недостатнім, тобто «пробудження в „колективному несвідомому“ героїчного початку виявилося неможливим без певного дозрівання (інтелектуального і духовного) самих носіїв цього „колективного несвідомого“. Існувала необхідність поглиблення саме в російську, православну символіку, образи якої були повинні проявлені не тільки побічно (як у Цоя), але і прямо, через вираження самого національно-духовного середовища. У цьому й полягала місія Талькова».[124]

Коли в газеті «День» Сергій Кургінян нарікав, що «в деякі мерзенні заходи нинішньої влади побічно втягується ім'я дуже талановитого, дуже глибокого і дуже потрібного країні поета і композитора Віктора Цоя», то журнал це пояснював тим, що Цоя і Талькова починають розуміти і «батьки» опозиції, знаючи, що Відповідь («Темряві» за сюжетами текстів Цоя) без своїх дітей їм не здійснити.
- Дехто Зуфар Кадиков займається тим самим, що і Олександр Дугін, лише свій підхід до тлумачення текстів Цоя засновує на системному вкладенні в це біблійних даних та пророцтв.[125]
- У липні 2011 р. в Білорусі заборонили радіостанціям ставити в ефір пісню Віктора Цоя «Змін!» (рос. Перемен!).[126][127]
- У квітні 2014 депутат Держдуми Росії Євгеній Фьодоров оголосив Віктора Цоя агентом ЦРУ, а окремі пісні — частиною плану руйнування СРСР.[128] Він заявив, що покійний російський культовий рок-співак Віктор Цой співпрацював за радянських часів із ЦРУ і цілий відділ ЦРУ разом із найнятими в Голлівуді професіоналами писав йому пісні, «спрямовані на розвал СРСР».[129] «За Цоєм була в ЦРУ… спеціальні люди, які з ним працювали: давали гранти, давали йому ці пісні і так далі». Головна пісня, через яку, на думку депутата Федорова, і розвалився Радянський Союз — «Змін!» (рос. Перемен!).[129]

### Народні пам'ятники «Стіна Цоя»

«Стіна Цоя» в Кривоарбатському провулку в м. Москва
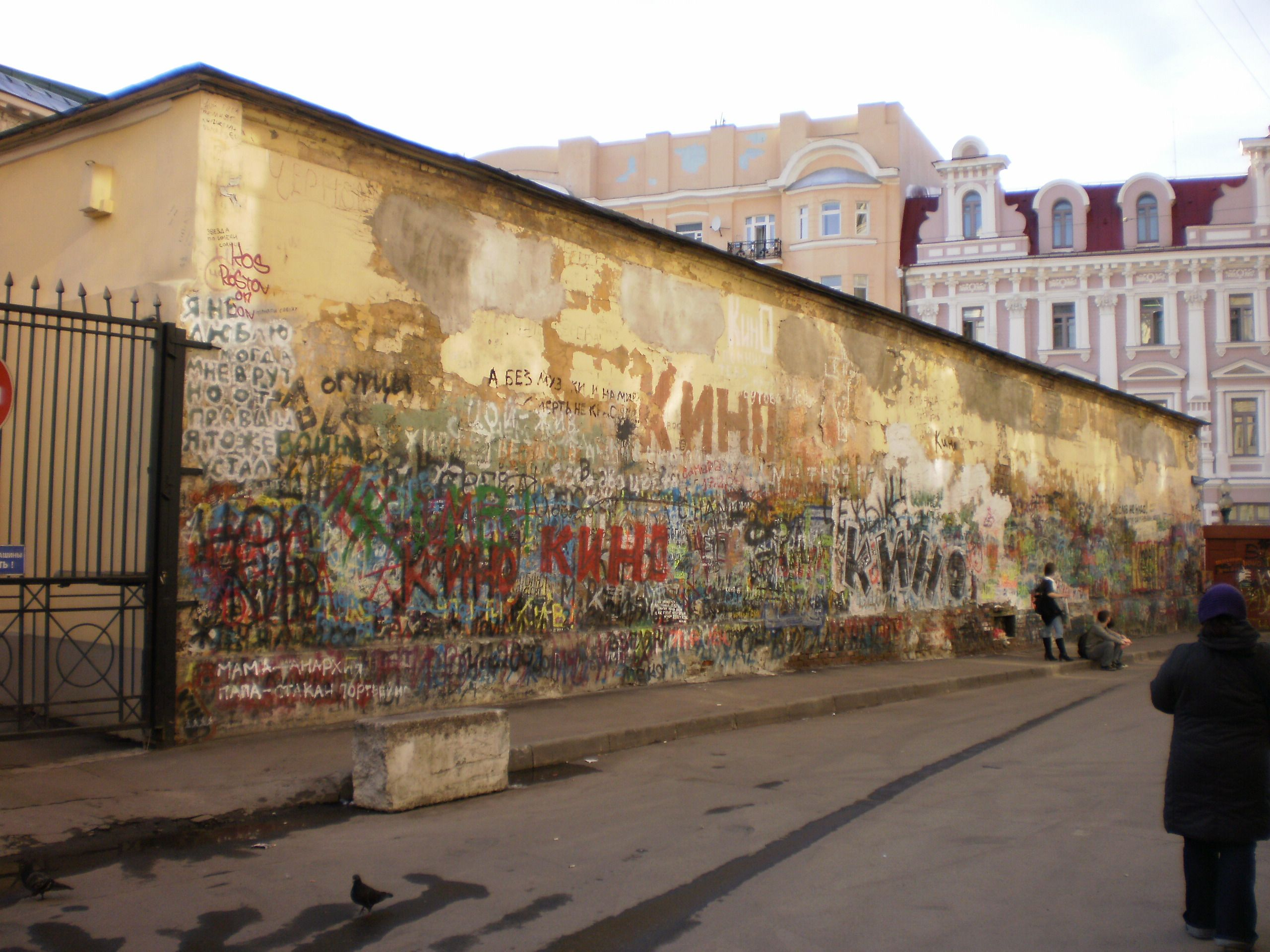
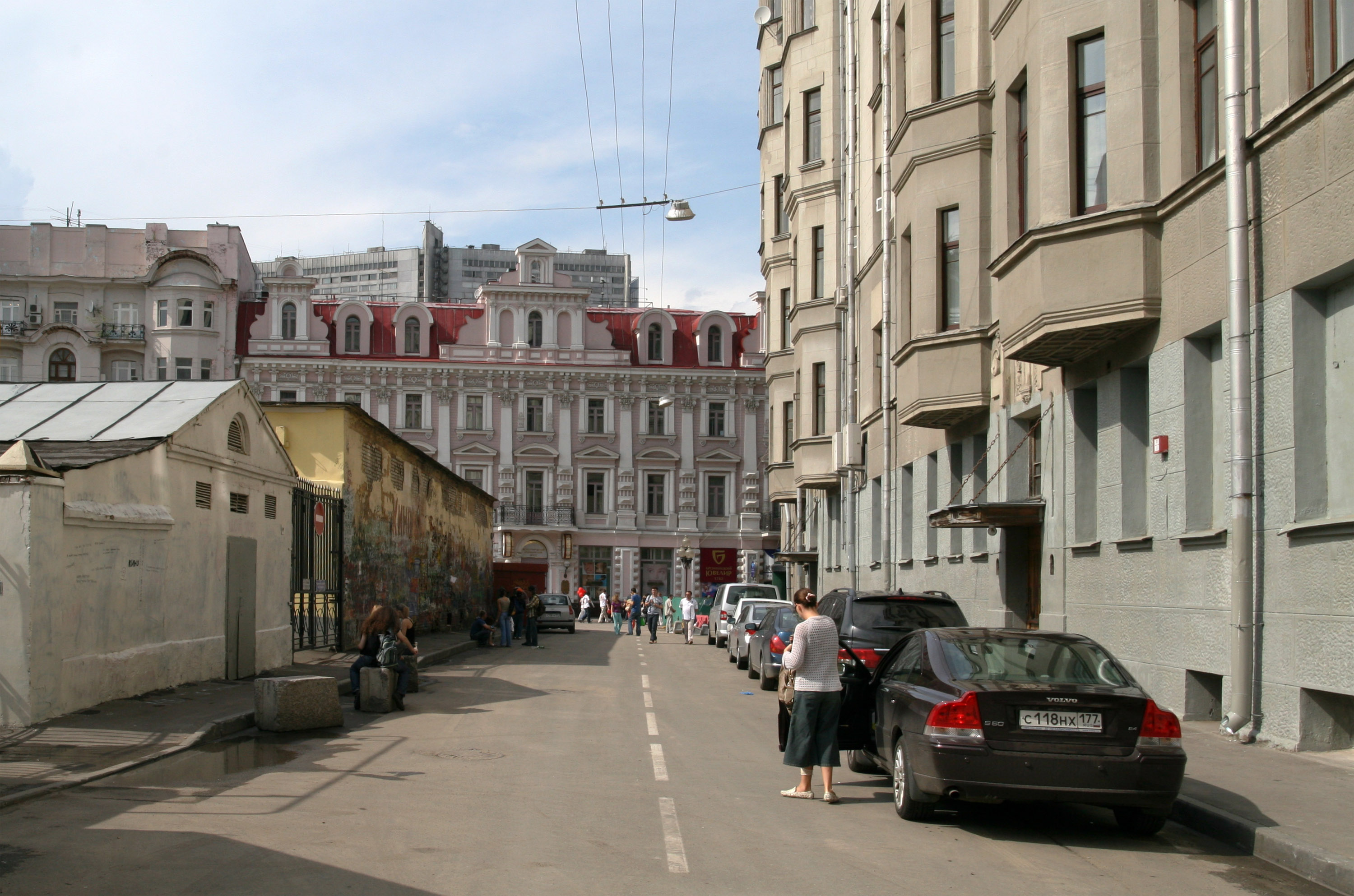
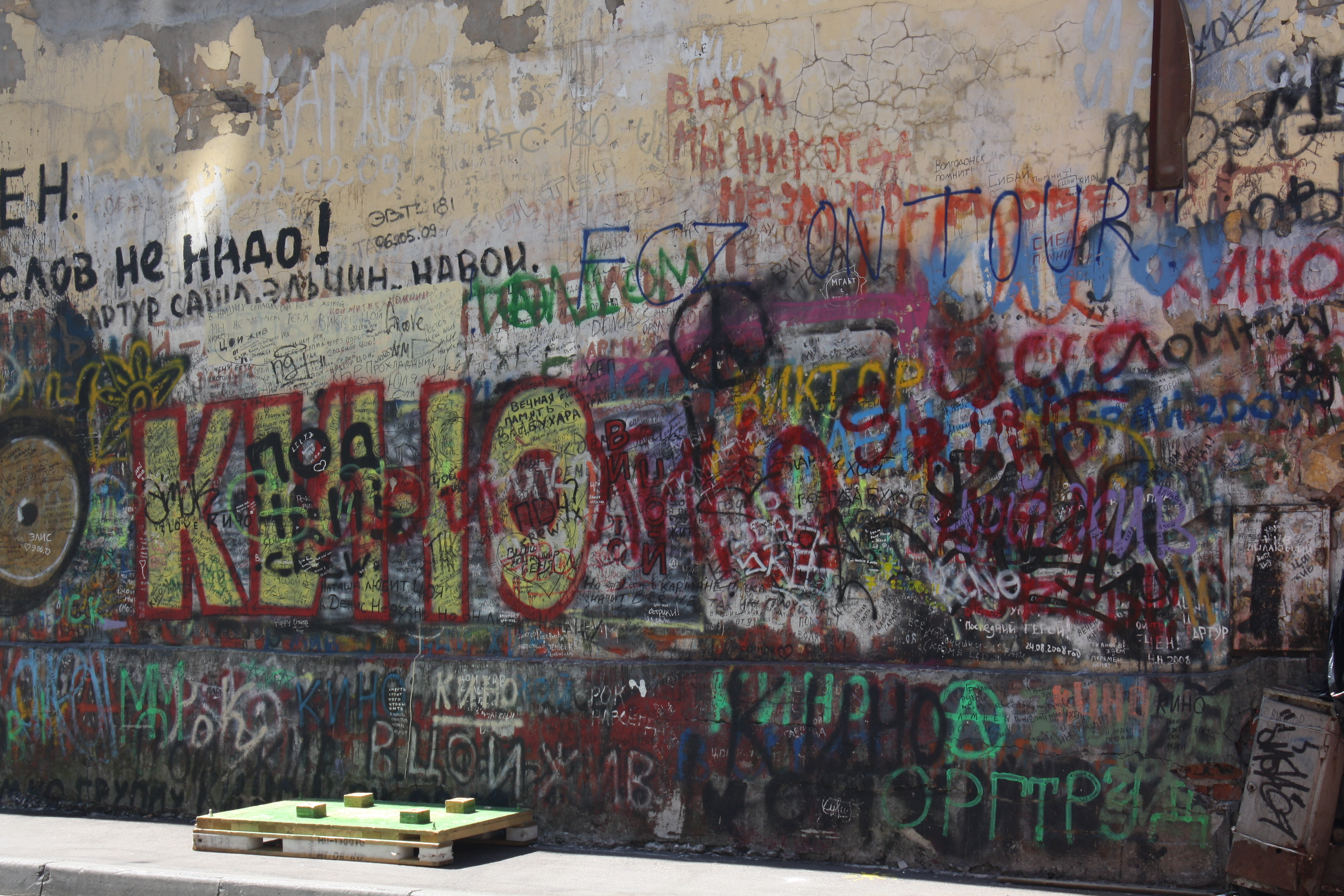

Після смерті Цоя у Кривоарбатському провулку міста Москви 15 серпня 1990 року стихійно з'явилась «стіна Цоя» — стіна з графіті, написами «Кино», «Цой живий» та зверненнями до самого музиканта. Стіна почалася з напису, коли після звістки про смерть співака, хтось високо, через всю стіну, вивів чорним: «Сьогодні загинув Віктор Цой» і відповідне: «Цой живий». Наступного дня після поховання Цоя написи на стіні були сховані зафарбовуванням. Відтоді фраза «Цой живий» стала культовою для шанувальників музиканта як нагадування про те, що Цой продовжує жити у свідомості багатьох молодих людей. 

У 2006 році стіну знову спеціально пофарбували, але її успішно відновили фанати. Всі спроби московської влади «облагородити» це місце були припинені кіноманами (так називають шанувальників гурту). Біля стіни, присвяченої Віктору Цою шанувальники завжди зустрічаються в пам'ять про свого героя. У 2000 році, на 38-ий день народження Віктора багато успішних рок-гуртів відвідали цю стіну, і віддали шану інтерпретаціями його пісень.
Подібна стіна є й у Мінську. Спочатку вона з'явилася в серпні 1990 року. Це були написи і малюнки нанесені на бетонні блоки, що оточували будівельний майданчик навколо Палацу Республіки на Жовтневій площі в Мінську, "довгобуду" пізнього соціалізму, будівництво якого почалося в 1985 році, було завершено в 1997 році. По завершенню будівництва Палацу Республіки постало питання про перенесення "стіни Цоя", і її переносили декілька разів (повністю не збереглася): з 1997 по 2008 рік кілька блоків стіни стояли на вулиці Інтернаціональній, в 2008 році їй знайшли місце в одному з районів, але вже не в центрі Мінська. Перед остаточним перенесенням у 2008 році, під зверненням до Мінського міськвиконкому з проханням відновити "стіну", було зібрано близько двох тисяч підписів мінчан. В чергову річницю смерті Цоя, у серпні 2010 року біля "стіни Цоя" відбувся "несанкціонований концерт", який намагалася зупинити міліція. Влітку 2011 року, коли протестна активність у Мінську почала зростати, деякі її учасники використовували пісню Цоя «Змін!», і після того, як радіослухачі почали вимагати поставити цю пісню на радіо, її заборонили до ефіру.
15 серпня 2012 року у Полтаві з'явилася третя на всю Україну стіна пам'яті Віктора Цоя.
15 серпня 2013 року, в 23-ю річницю смерті лідера легендарного рок-гурту «Кино» відкрили стіну Віктора Цоя на вулиці Грушевського в Києві. В жовтні 2013 року цю стіну пам'яті відвідав батько Віктора Цоя.

### Інші меморіали в Москві
В 2004 році російський Союз Молоді став займатись питанням встановлення пам'ятника. Але коли пам'ятник був створений і його встановили на Арбаті, місцеві жителі виступили проти. Скульптуру з Арбата довелося прибрати.
Відкриття пам'ятника у Москві неодноразово відкладали. Маріанна Цой, дружина Віктора Цоя, яка особисто займалася питанням встановлення пам'ятника, так і не дочекалася за життя того моменту, коли в Москві встановлять пам'ятник Вікторові Цою, який в черговий раз обіцяли відкрити до дня його народження 21 червня. Єдиним пам'ятником Віктору Цою в Москві є стіна на Арбаті, що стала місцем паломництва столичних кіноманів.

### Клуб-музей «Камчатка»
На вулиці Блохіна, б.15 в Санкт-Петербурзі, на місці колишньої вугільної котельні, в якій працював Віктор, організовано клуб-музей Віктора Цоя. Після смерті Віктора люди сотнями приходили в кочегарку, де працював Віктор. Кочегарку завалили квітами.[5] Котельня тепер є чимось на кшталт скельної святині.

### Пам'ятник на могилі на Богословському кладовищі

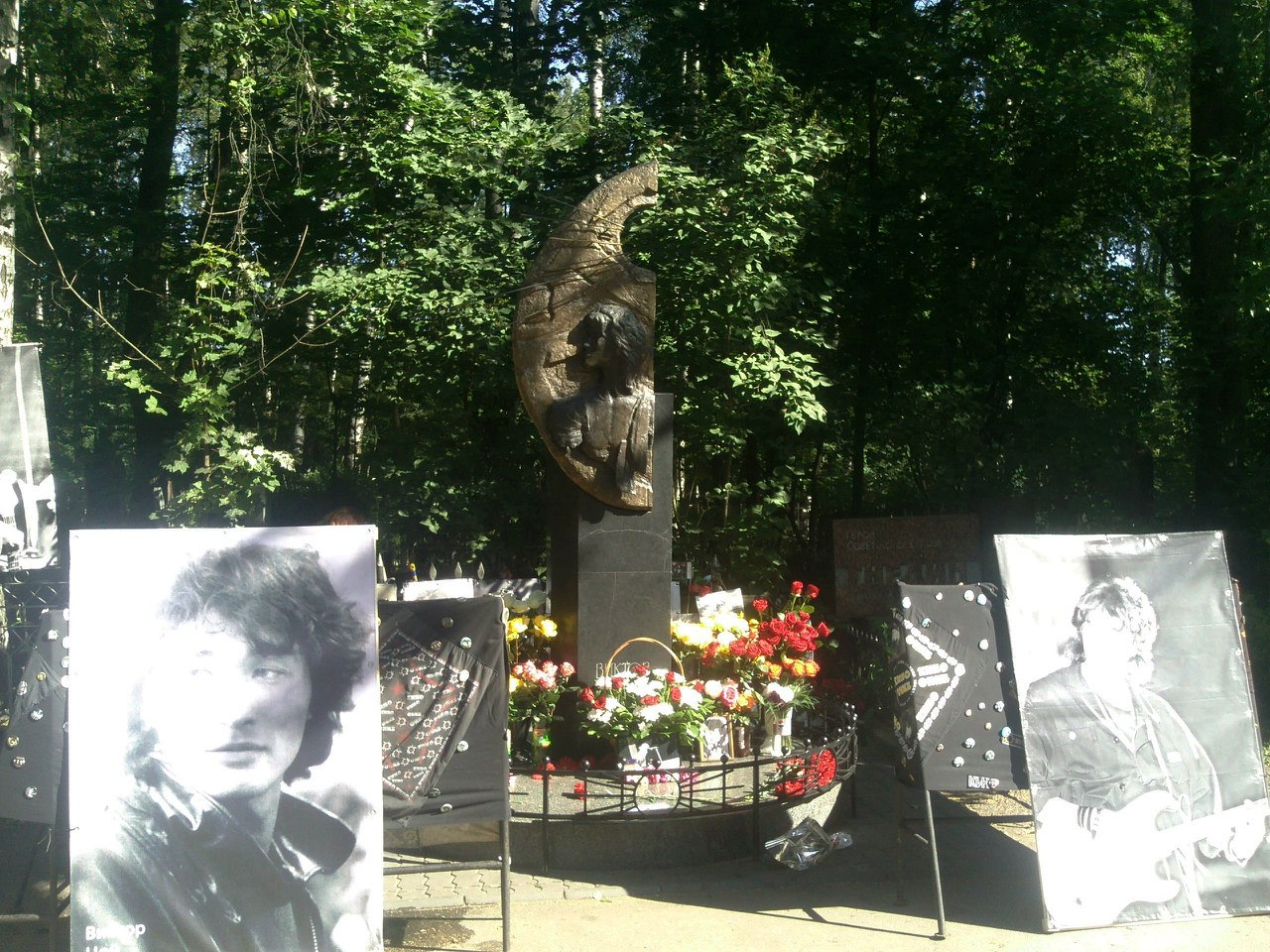
Могила Віктора Цоя на Богословському кладовищі Санкт-Петербурга. Фото від 15 серпня 2012. На пам'ятнику видно тріщини від удару.

Навесні 1999 року на Богословському кладовищі було зруйновано і розбито багато пам'ятників з єврейськими прізвищами і поряд з цим пошкоджено пам'ятник Віктору Цою — були погнуті струни, а від удару по мармуровому обеліску утворилась велика тріщина, проте прихильники творчості Віктора Цоя самі, власним коштом відремонтували пам'ятник, а 15 серпня поставили огорожу з гострими колючими прутами.

### Інші пам'ятники в Санкт-Петербурзі
У липні 2009 року у Санкт-Петербурзі на Невському проспекті, навпроти кінотеатру «Аврора» був тимчасово встановлений пам'ятник Віктору Цою. Гіпсова скульптура зображала Віктора на мотоциклі. Автор пам'ятника — московський скульптор Олексій Благовісна. 4 лютого 2010 було оголошено, що пам'ятник музиканту з'явиться в лісопарку «Александрино»,  навпроти того місця, де жив Цой з родиною і де він часто гуляв.
Влітку 2011 року в парку «Александріно» в Санкт-Петербурзі мав бути встановлений пам'ятник Віктору. Рішення про найкращий ескіз пам'ятника мала ухвалити міська влада та син Віктора Цоя. Місцева ратуша надала дозвіл на спорудження пам'ятника Віктору попри закон, який не дозволяє увічнювати людей менш ніж через 30 років після їхньої смерті.

### На 35-му кілометрі Слока— Талси під Ригою

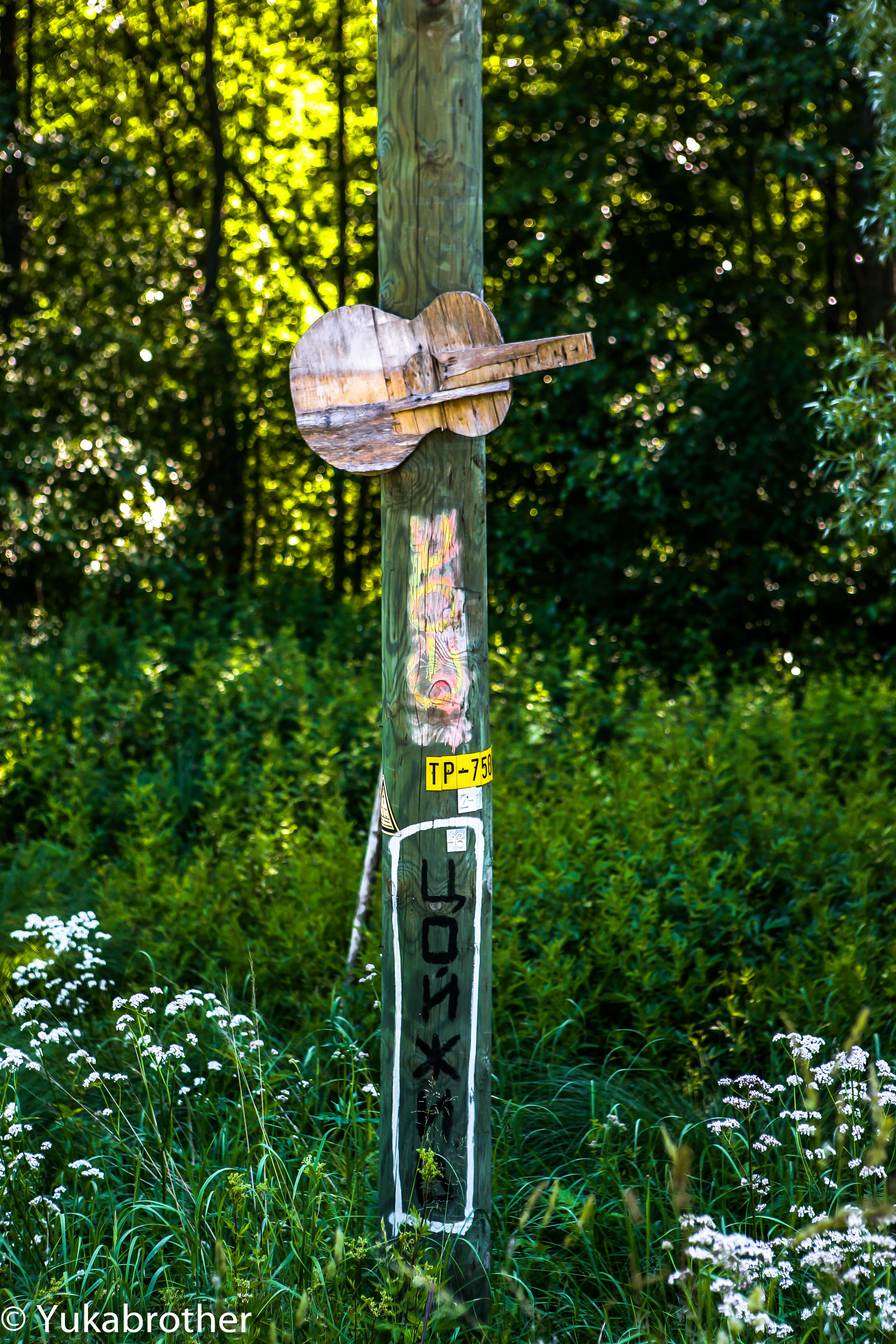
Образом поета дихає вся округа, по якій розвішані плакати і стоять інші, саморобні пам'ятники: фанерна гітара, прибита до стовпа.

На місці загибелі Віктора Цоя, на 35-му км траси «Слока — Талси», розташовано 2 пам'ятники Віктору Цою — срібляста гітара і меморіал із стелою висотою 2 метри 30 сантиметрів.

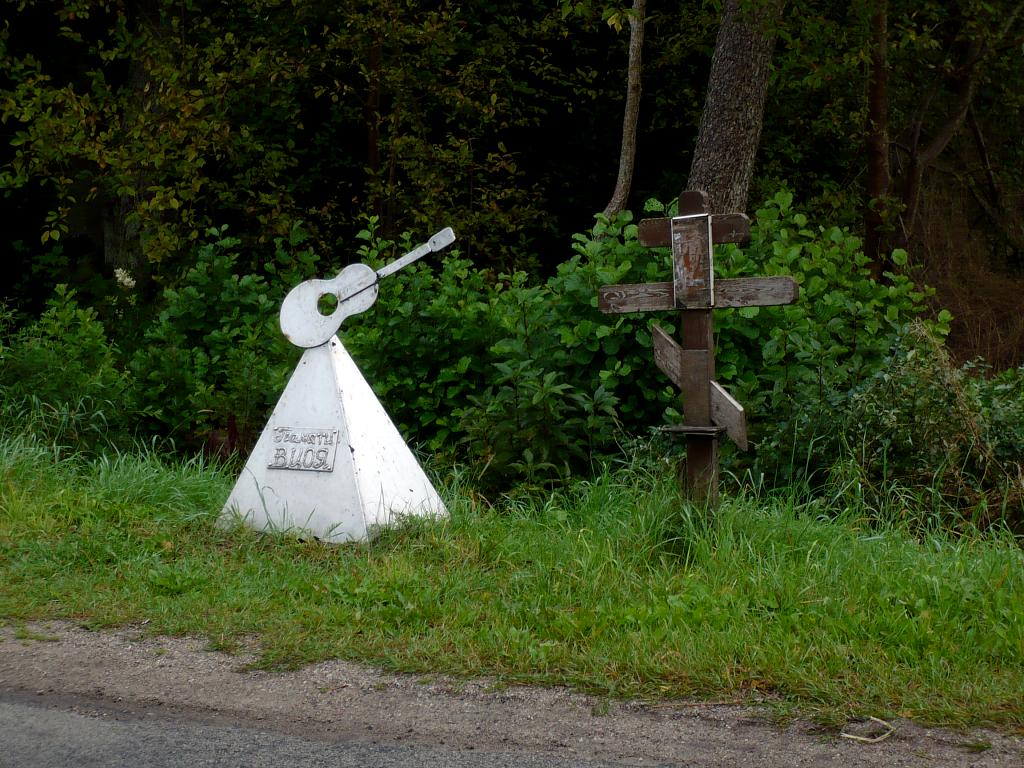
Маленький пам'ятник — невелика металева пірамідка з гітарою на верхівці, який розташований на місці загибелі Віктора з того боку дороги, де сталося зіткнення машини Віктора з пасажирським «Ікарусом». (фото 2008 року)

Перший пам'ятник виконаний у формі невеликої металевої пірамідки з гітарою на верхівці і написом: «Пам'яті В. Цоя». Він був встановлений приблизно через два роки після трагедії. Про те, хто його виготовив і встановив, ходили різні чутки, але точної інформації немає.
Пам'ятник у вигляді стели з бюстом було встановлено через 12 років після трагедії — 15 серпня 2002 року. Це перший пам'ятник у колишньому СРСР. Співак відображений в позі з поверненою головою і покладеними на плечі руками. Пам'ятник встановила група (35 km.lv) фанатів з Риги. Кошти на стелу збирали латвійські шанувальники таланту Цоя. Автори пам'ятника — художник Руслан Верещагін і скульптор Аміран Хабелашвілі — обрали для створення монумента одну з найпопулярніших фотографій музиканта, на якій він зображений з руками навхрест. На постаменті викарбувані рядки з відомої пісні «Легенда»: рос. «Смерть стоит того, чтобы жить, а любовь стоит того, чтобы ждать…». Відтоді пам'ятник місцями змінювався і оновлювався. 21 червня 2014 року, на день народження Віктора Цоя, відкрили повністю новий пам'ятник. Ініціатива проєкту належить товариству «Pareiza lieta», яке як і раніше піклується про стан пам'ятника.

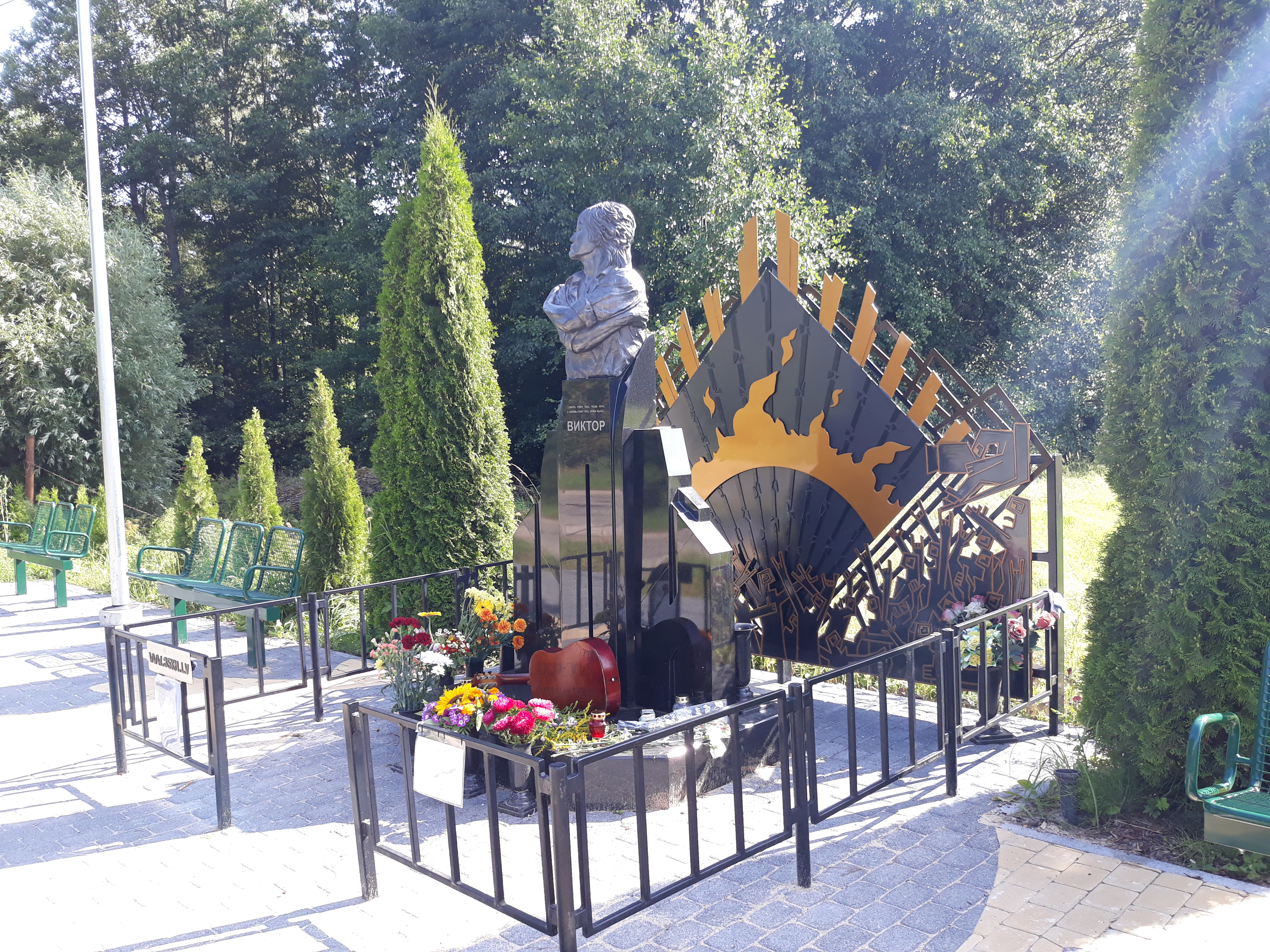
Стела з бюстом Віктора. Висота пам'ятника — 2,30 м, площа постаменту — 1 м², площа пам'ятника — 9 м². (2019 рік, Латвія)

Координацією заходів, як господарських, так і публічних, на місці загибелі Віктора Цоя займається громадська організація латис. "Pareiza lieta" (pareizalieta.lv). Всі бажаючі можуть брати участь в цих ініціативах. Усі дії, ідеї щодо поліпшення місця пам'яті Віктора Цоя необхідно координувати з ініціативною групою 35 km.lv і організацією «Pareiza lieta». Цей проєкт існує завдяки людям, небайдужим до творчості Віктора Цоя і збереженню його пам'яті. Проєкт фінансується з пожертв прихильників Віктора Цоя. Ніякі державні програми, фонди і таке подібне не беруть участі в даних заходах.
Протягом більш як двадцяти років, щорічно 15 серпня на трасу, що сполучає два прибалтійських міста: Юрмалу і Талси, на місце смерті Віктора Цоя, приїздять ті, хто любив і любить його.

### Парк Вінгіс, Литва
14 серпня 2010 у Вільнюсі (Литва), в парку Вінґіс було відкрито тимчасовий пам'ятник-макет Віктору Цою. Відбувся концерт, приурочений до 20-х роковин його загибелі. Питання щодо встановлення постійного пам'ятника поки не вирішене.

### Барнаул, Росія
20 листопада 2010 року в місті Барнаул Алтайського краю відбулося відкриття першого в Росії постійного пам'ятника Віктору Цою.

### Караганда, Казахстан
26 серпня 2017 року Караганді був відкритий пам'ятник Віктору Цою і сквер його імені, який розташований на Олімпійській вулиці. Ідея увічнити музиканта в металі належить казахсько-корейському фонду дружби Ер Нур Ніка, який спонсорував проєкт. Відкриття пам'ятника приурочено до святкування Дня шахтаря, який відзначається щорічно в останню неділю серпня. Почесне право відкрити сквер було надано батькові Віктора Цоя — Роберту Максимовичу і акиму міста Нурлану Аубакирову.

### Україна
26 грудня 2022 року в місті Ізюм Харківської області вулицю Віктора Цоя перейменували на вулицю Кузьми Скрябіна. Це була єдина вулиця на території України, названа на його честь.

## Перелік аудіо продукції Віктора Цоя
— Віктор Цой — «Легенда»
За недовге творче життя Цой написав більш як 300 пісень. Його пісні осмислені і написані з душею, а насправді Віктор Цой дуже скромна і добра людина. Він писав пісні не заради грошей, а тому, що йому це подобалося. Його пісні прості, геніальні, щирі і мають сенс. Віктор Цой вивчав мистецтво, але невдовзі покинув навчання і почав займатися рок-музикою в 1970-х роках. У той період рок був переважно заборонений радянською владою як символ «західного декадансу», несумісного з комуністичною ідеологією.
На початку 1980-х рок-музика в Радянському Союзі була в основному підпільним рухом і існував суворий контроль за тим, хто міг виступати. Його пісні миттєво стали хітами через неофіційні канали, включаючи підпільні концерти та контрабандні записи, у той час, коли через цензуру було важко дістати магнітофонні записи. Незважаючи на це, тексти його пісень поширювалися з вуст в уста, залучаючи підпільну аудиторію своїми повідомленнями про розширення можливостей молоді, незалежні ідеї та відсутність хвали Комуністичній партії. У пісні «І відтепер ми головні» (рос. Дальше действовать будем мы), наприклад, є рядок, який говорить: «Тож ми прийшли сюди, щоб вимагати своїх прав: так!».
В часи другого етапу "Перебудови", яка відкрила більше простору та терпимості до альтернативних ідей, зокрема в мистецтві, Цою та «Кино» дозволили офіційно виступати та давати інтерв'ю на радянському телебаченні.
Образ Цоя як революціонера не є вірним. З його слів він не мав наміру, щоб його пісня стала політичним гімном або щоб він був революціонером. Він максимально використовував гласність і перебудову. Він був на державному телебаченні. Йому було вигідно те, що відбувалося. А щодо пісні «Змін!» він сказав, що «це пісня про внутрішні зміни». Дійсно, багато в чому це було далеко не підривною діяльністю.
Тексти його пісень навряд чи старіють. А пісні з громадянським підтекстом звучать дуже сучасно в контексті нинішнього російського життя і досі актуальні. Російська рок- і поп-сцена донині не випустила жодної групи чи співака, який міг би лише трьома акордами торкнутися душі такої кількості людей.
Цой також є джерелом натхнення за межами світу музики та кіно: він є іконою сучасного міського ландшафту в ряді пострадянських міст, які демонструють мурали, статуї та графіті, що прославляють його пісні. Одним із популярних графіті, пов'язаних із Цоєм, є «Цой жив!».
|                             | «І більше нічого немає, Все знаходиться в нас» |
| — текст з пісні Цоя «Змін!» |                                                |

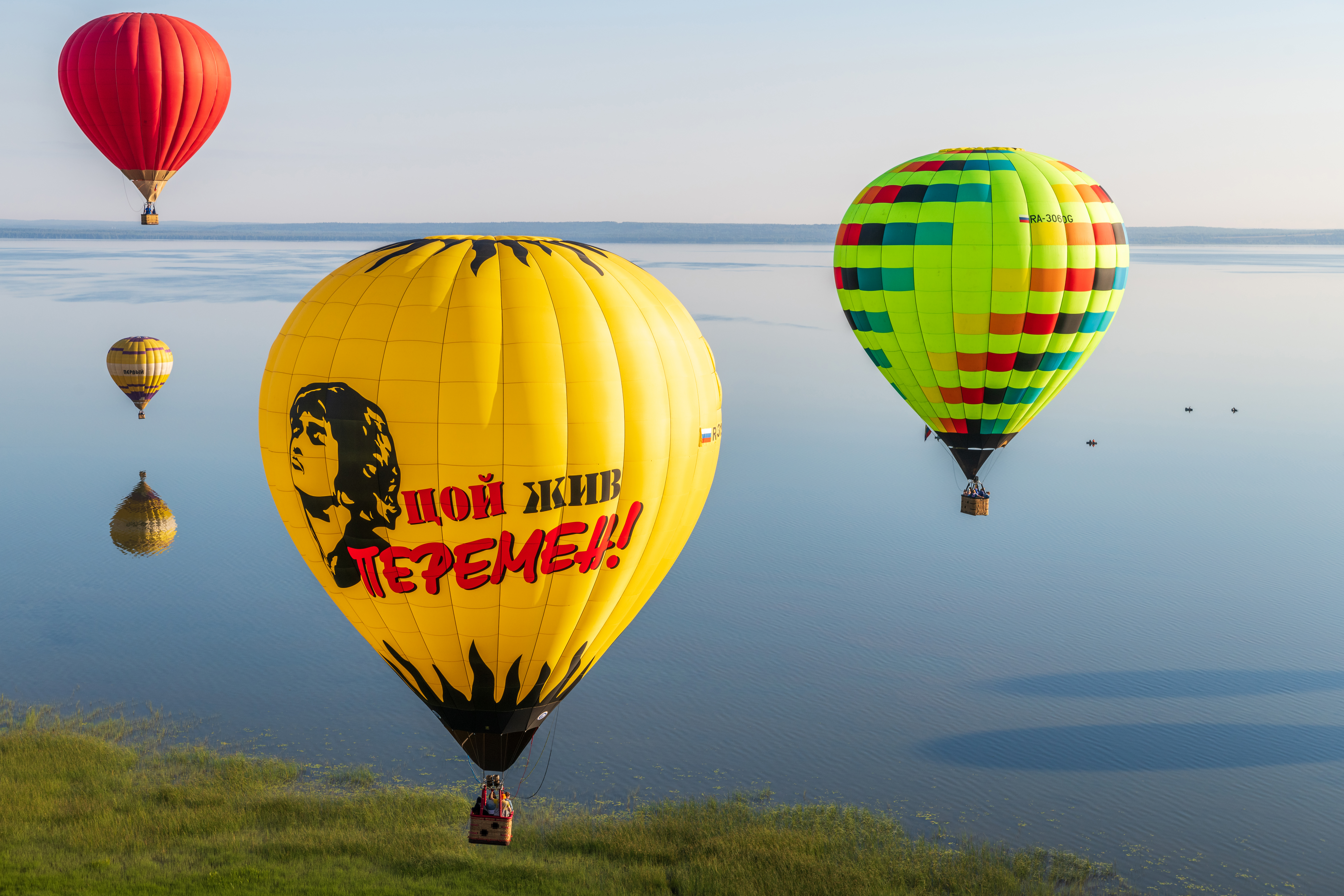
Напис на аеростаті «Цой живий!». Фото 2022 року.

Але, безсумнівно, те, що продовжуватиме надихати нові покоління прихильників, — це його тексти, які люди все ще вивчають напам'ять, цитують і посилаються на них у повсякденному житті мільйони людей по всій Східній Європі. Серед деяких з його найкращих є такі з пісні «Пачка сигарет»:
|  | Сидячи і дивлячись на чуже небо з незнайомого вікна, я не бачу жодної знайомої зірки, я пройшов усі дороги, і туди, і сюди, обернувся — і не можу знайти своїх слідів. Але якщо у вас в кишені є пачка сигарет, то на сьогодні все не так погано. І авіаквиток, щоб сісти в літак із срібними крилами, Що, як злетить, не залишить на землі нічого, крім тіні. |

Віктор Цой загинув в автокатастрофі в серпні 1990 року. В цей час більшість погоджувалася, що необхідні зміни в суспільстві. З приходом до влади Михайла Горбачова суспільство сподівалося на фундаментальні політичні та соціально-економічні реформи. І Віктору, з його прогресивними текстами, пацифізмом і боротьбою за справедливість, ніколи не доводилося вибирати, до якого боку приєднатися.

## «Проєкт Кіно»
Влітку 1999 року виник так званий «Проект Кино» в складі двох екс-гітаристів легендарного гурту Олексія Рибіна і Юрія Каспаряна, а на вокалі чеченський співак Бекхан, який копіював голос Цоя.

## Фільмографія
За результатами щорічного опитування журналу «Советский экран» за виконання ролі Моро у фільмі «Голка» (рос. «Игла») Віктора Цоя визнали найкращим актором 1989 року.
1. 1986 — «Йя-хха» (документальне відео). Режисер Рашид Нугманов.
2. 1986 — «Кінець канікул» (рос. «Конец каникул»). Український режисер Сергій Лисенко.
3. 1987 — «Рок» (документальні кадри). Режисер Олексій Учитель. В знімальній групі фільму була Маріанна.[6] Фільм розповідає про радянську рок-культуру, де багато відомих музикантів, такі як Борис Гребенщиков, Антон Адасинський, Віктор Цой, Олег Гаркуша грали самих себе. Для кожного музиканта були обрані характерні «місце проживання»: Кочегарка Цоя, будинок Гребенщикова, студія пантоміми Адасинського, кінобудка Гаркуші, їдальня Шевчука.[153]
4. 1987 — «Город» Режисер А. Бурцев (по сценарію Шинкарьова і Тихомирова. Віктор знявся там замість Саші Башлачова, оскільки той покінчив життя самогубством за тиждень до знімання[6])
5. 1987 — «Асса». Режисер Сергій Соловйов.
6. 1988 — «Голка» (рос. «Игла»). Режисер Рашид Нугманов.
7. 1990 — «Секс і перебудова» (фр. «Sex et perestroïka»). У фільмі був фрагмент концерту групи «Кино», де Віктор Цой виконував пісні «Печаль» та «Закрой за мною дверь, я ухожу». Перед показом цього уривку в кадрі промайнув підрядковий коментар французькою мовою, в якому говорилося, що Віктор Цой загинув через три місяці після знімання фільму. Режисери Франсуа Жуффа, Франсіс Леруа.
8. 1992 — «Останній герой» (рос. «Последний герой»). Режисер Олексій Учитель.
9. 1996 — «Сонячні дні» (рос. «Солнечные дни»). Документальний фільм.
10. 2005 — «Життя як кіно» (рос. «Жизнь как кино»). Документальний фільм.
11. 2006 — «Просто хочеш ти знати» (рос. «Просто хочешь ты знать»). Документальний фільм.
12. 2008 — «Ялинова субмарина: Віктор Цой. Діти хвилин» (рос. «Еловая субмарина: Виктор Цой. Дети минут»). Документальний фільм.
13. 2009 — «Останній герой: Двадцять років потому» (рос. «Последний герой: Двадцать лет спустя»). Документальний фільм.
14. 2010 — «Голка Remix» (рос. «Игла Remix»). Режисер Рашид Нугманов[154].

## Перелік деяких найбільш інформативних інтерв'ю Віктора Цоя
— Віктор Цой, гурт «Гарін і Гіперболоїди» («Перші записи»)
Останнє інтерв'ю Віктор дав українському радіо в травні 1990 року.
- Інтерв'ю газеті «Політехнік» (Ленінград) 24 лютого 1984 року
- Інтерв'ю газеті «Аргументи і факти» № 39, 1987 року
- Інтерв'ю газеті «Молодь Естонії» 9 травня 1988 року
- Інтерв'ю бюлетеню «Новий фільм» (Алма-Ата) березень 1988 року
- Інтерв'ю газеті «Молодий ленінець» (Волгоград) 6 травня 1989 року
- Інтерв'ю газеті «Радянська молодь» (Рига) 6 травня 1989 року
- Інтерв'ю газеті «Ленінська зміна» (Алма-Ата)

Маріанна стверджує, що Віктор не любив давати інтерв'ю, бо був від природи замкнутим і закритим від сторонніх, і тому його розмови з публікою після виступів були рекордно короткими. Маріанна вважає, що Віктор з цікавістю вислухував запитання, але відповідати не любив.

## Сім'я
- Дружина — Маріанна Ігорівна Цой (д. Родованська) (народжена 5 березня 1959 року). За освітою — художник.[62] Після закінчення школи працювала в Ленінградському державному цирку.[4] В 1982 році стала членом групи «Кино», спочатку як костюмер і гример, а з 1983 року — адміністратор.[4][115] З 1987 року — менеджер гурту «Об'єкт насмішок», адміністратор Ленінградського рок-клубу.[4]

  У 1997 році разом з О. Рибіним випустила авторську книжку «Віктор Цой» з моментами творчої і особистої біографії Віктора, до якої крім спогадів, найбільш змістовних інтерв'ю і коментарів Віктора, входить багато раніше не видаваних матеріалів. Мотивацією до написання книги слугувало те, що до 1997 року в Росії повноцінних видань про групу «Кино» і Віктора Цоя не було, а те, що виходило і виходить у світ є роботами, які страждають недостатністю інформації або спотворюють дійсний стан речей.
  Померла Маріанна 27 червня 2005 року (у віці 46 років) від довготривалої хвороби (рак). Поруч з нею був цивільний чоловік, пітерський рок-музикант Саша Аксьонов (більш відомий в тусовці як Рикошет), і його мама, яка доглядала за Маріанною. Перед смертю попросила сина Олександра не давати інтерв'ю журналістам. Похована поряд з Віктором.
- Олександр Вікторович Цой (5 серпня 1985) — син, якого дуже любив Віктор, згадував його весь час, на гастролях купував йому вишукані подарунки. Віктор з любов'ю називав сина «Цойонок». Наразі працює програмістом, офіційно оформив відносини з дизайнером Оленою у грудні 2010 року. В цей же час одружився вдруге Роберт Максимович Цой, його дід. 22 червня 2017 року Олександр Цой перервав тривале мовчання і дав відверте інтерв'ю журналістам.

- Наталія Емілівна Разлогова — останнє кохання Віктора Цоя, кінознавець і перекладачка, сестра відомого кінознавця професора Кирила Разлогова, внучка болгарського революціонера Миколи Лазаревича Разлогова. Дід по материнській лінії — радянський дипломат Олександр Бекзадян. Народилася в Болгарії в сім'ї дипломата Еміля Миколайовича Разлогова. Дитинство провела у Франції. Повна протилежність Маріанни; до музики в стилі рок не мала стосунку.[24] Наталія дистанціювала Віктора від багатьох людей з його компанії, які, як вона вважає, просто робили імідж на його тлі. Наталія весь час підкреслює почуття власної гідності Віктора і те, що він ніколи не опускався до того, що дозволяють собі інші музиканти і люди його компанії. Говорила, що його просто не можна було не помітити, тому що його інтелект, його здібності були просто дивовижні. У передачі «Культ Кино» Наталія називала Віктора людиною з нізвідки, людиною з майбутнього, цільним, слухаючим всі думки, але при цьому вчиняючим так, як вважав за потрібне, розумним, все схоплюючим на льоту. За її словами, він привертав до себе увагу скрізь, і за кордоном в тому числі. Вважає, що масштаб особистості Віктора не розгледіли багато людей з його оточення через «аберації близькості».

З Цоєм познайомилась на зніманні фільму «Асса», да працювала асистентом режисера. Після смерті Віктора вийшла заміж за журналіста Євгена Додолєва. В січні 1992 року виїхала до США. У них з чоловіком двоє дітей.
Її можна побачити в документальних фільмах про Цоя: «Сонячні дні» (рос. «Солнечные дни») (1996), «Життя як кіно» (рос. «Жизнь как кино») (2005), «Ялинова субмарина: Віктор Цой. Діти хвилин» (рос. «Еловая субмарина: Виктор Цой. Дети минут») (2008); в передачі Кирила Разлогова «Культ Кино», в інтерв'ю з Віктором Цоєм з фестивалю «Золотой Дюк» на теплоході Федір Шаляпін (1989). У пресі майже не дає інтерв'ю, відмовляється від розмов з журналістами, але час від часу спілкується з шанувальниками, відповідаючи на їхні запитання або висловлюючи свою думку.

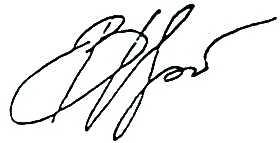
Автограф Віктора Цоя

Віктор Цой пішов від Маріанни у 1987 році, переїхавши до Москви, аби бути разом із Наталією Разлоговою. З дружиною він розлучився, але залишився з нею в добрих стосунках. Він збирався офіційно оформити розлучення з Маріанною й одружитися з Наталією. Але Маріанна тягнула з цим, і він так і не встиг нічого зробити.
|                                             | (…)Дружина незаконна і законна дружина Маріанна мене люблять, син любить, жінки обожнюють. Що ще потрібно? Я всім задоволений. |
| — сказав якось Віктор Цой за рік до смерті. | |